# Cimeira de Vilnius de 2023
A Cimeira de Vilnius de 2023 (português europeu) ou Cúpula de Vilnius de 2023 (português brasileiro), também referida como 36ª Cimeira da NATO (português europeu) ou 36ª Reunião de Cúpula da OTAN (português brasileiro), foi uma reunião dos chefes de governo dos Estados-membros da Organização do Tratado do Atlântico Norte realizada em Vilnius, capital da Lituânia de 11 a 12 de julho de 2023. Terceiro encontro multilateral presencial do grupo após a pandemia de COVID-19, a cimeira teve como agenda principal os impactos humanitários e econômicos da Guerra Russo-Ucraniana e as propostas de adesão de Suécia e Ucrânia à aliança de defesa.

## Cimeira
A maioria das delegações convidadas - incluindo o Presidente estadunidense Joe Biden e o Presidente ucraniano Volodymyr Zelensky - desembarcaram em Vilnius na segunda-feira anterior ao evento. À noite, o Secretário-geral da OTAN Jens Stoltenberg liderou uma reunião bilateral entre o Presidente da Turquia Recep Tayyip Erdoğan e o Primeiro-ministro da Suécia Ulf Kristersson. Após uma longa e cansativa rodada de negociações, Stoltenberg anunciou que Erdoğan havia finalmente concordado em apoiar a adesão da Finlândia à organização "o mais rápido possível".

 Logo em seguida ao anúncio, o Premiê húngaro Viktor Orbán também anunciou o fim de suas objeções à adesão da Suécia ao grupo e apoiaria a entrada de ambos os países na organização nos meses seguintes.
Em 11 de julho, numa das principais negociações anunciadas para a cimeira nos meses precedentes, os representantes dos Estados Bálticos (Estónia, Lituânia e Letônia) assinaram um acordo de cooperação militar e econômica que cria um espaço aéreo conjunto entre todos os três países. O acordo tem como principal objetivo permitir uma maior contraofensiva aérea da OTAN em apoio à Ucrânia na guerra contra a Rússia. Segundo a OTAN, a criação de um espaço aérea conjunto entre os três países banhados pelo Mar Báltico permite a utilização das bases militares destes locais pelas forças enviadas pelos demais Estados-membros.
No mesmo dia, os representantes de onze nações presentes assinaram um memorando com a Ucrânia para constituir uma coligação de treinamento de caças F-16. Como parte do memorando assinado entre as nações, pilotos, técnicos e equipes de apoio da Força Aérea da Ucrânia terão parte de um extensivo programa de treinamento. A coligação consistiu em Bélgica, Canadá, Dinamarca, Luxemburgo, Noruega, Países Baixos, Polônia, Portugal, Reino Unido, Romênia e Suécia. De acordo com o Secretário de Defesa estadunidense Lloyd Austin, Dinamarca e os Países Baixos assumiram a liderança das negociações que culminaram a coligação e as duas nações também seriam as principais a enviar equipe de treinamento.
Stoltenberg afirmou que a Ucrânia não irá aderir à organização enquanto o conflito com a Rússia não chegar a uma conclusão e que a cimeira não representa um convite formal para o país, apesar de alguns Estados-membros dividirem-se quanto à questão. Apesar da resistência de alguns países membros da organização, Zelenskyy manteve sua posição sobre a adesão de seu país à OTAN logo após a resolução do conflito com a Rússia. Algumas nações da organização defendem que uma adesão da Ucrânia imediatamente após o conflito poderia elevar a insatisfação das autoridades russas levando a uma nova tensão diplomática entre os dois países. Stoltenberg sugeriu alternativamente a criação de um programa de apoio financeiro à Ucrânia nos anos após a guerra quando esta vier ao fim.

## Participantes
A cimeira contou com a participação de representantes dos 32 Estados-membros da OTAN, sendo 11 chefes de Estado e 19 chefes de governo. Além destes líderes habituais, 11 líderes adicionais tiveram participação nas reuniões do evento como representantes de países que não integram a organização mas que constituem alianças estratégicas na condição de "Convidados".
A Cúpula de Vilnius foi a primeira a contar com a participação do Primeiro-ministro búlgaro Nikolai Denkov, o Presidente croata Petr Pavel, o Primeiro-ministro esloveno Robert Golob e a Primeira-ministra italiana Giorgia Meloni. Eleita em setembro de 2022, Meloni foi também uma das cinco mulheres presentes na cimeira juntamente com a Primeira-ministra dinamarquesa Mette Frederiksen, a Presidente da Eslováquia Zuzana Čaputová, a Primeira-ministra da Estónia Kaja Kallas, Primeira-ministra islandesa Katrín Jakobsdóttir e a Presidente da Comissão Europeia Ursula von der Leyen.

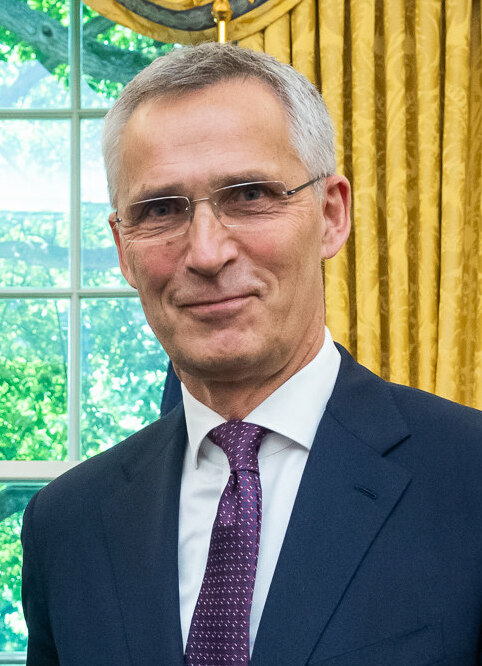
OTAN Jens Stoltenberg, Secretário-geral
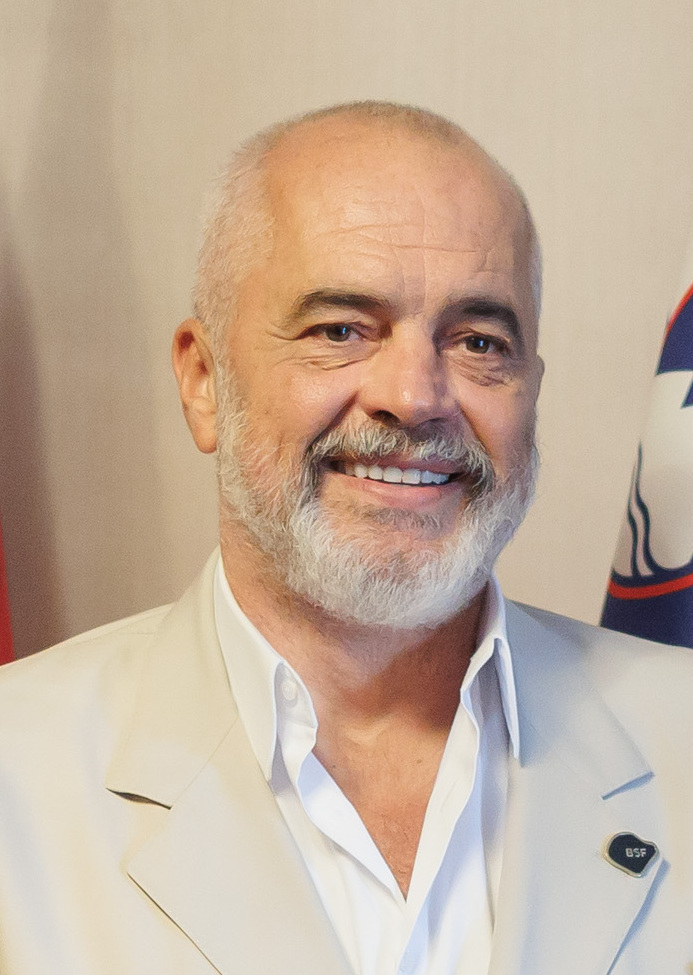
Albânia Edi Rama, Primeiro-ministro
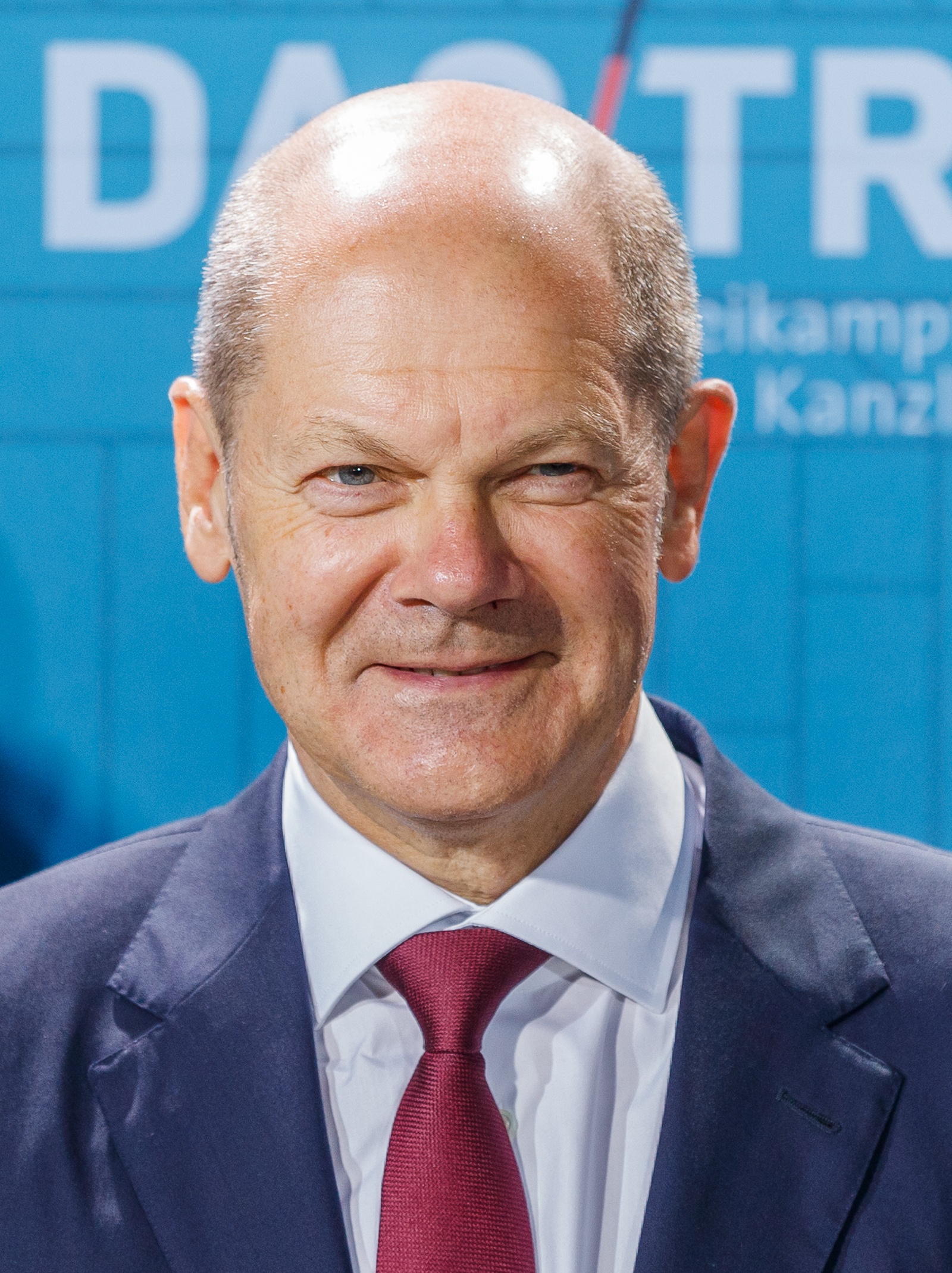
Alemanha Olaf Scholz, chanceler
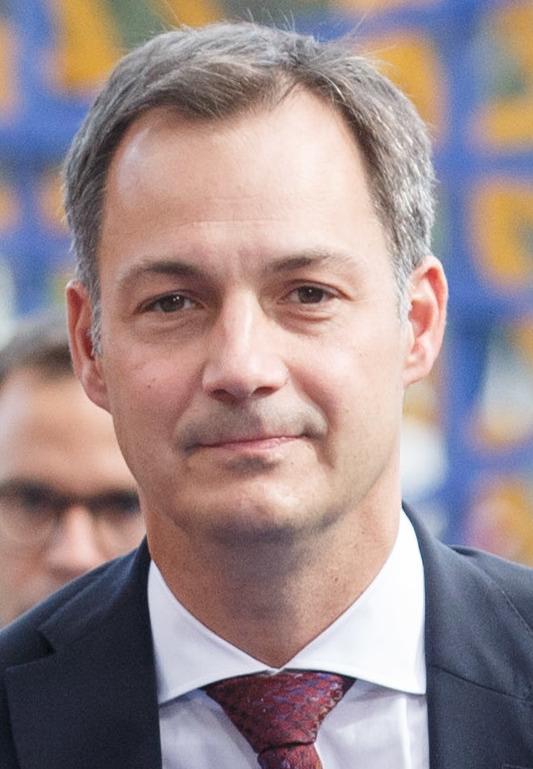
Bélgica Alexander De Croo, Primeiro-ministro
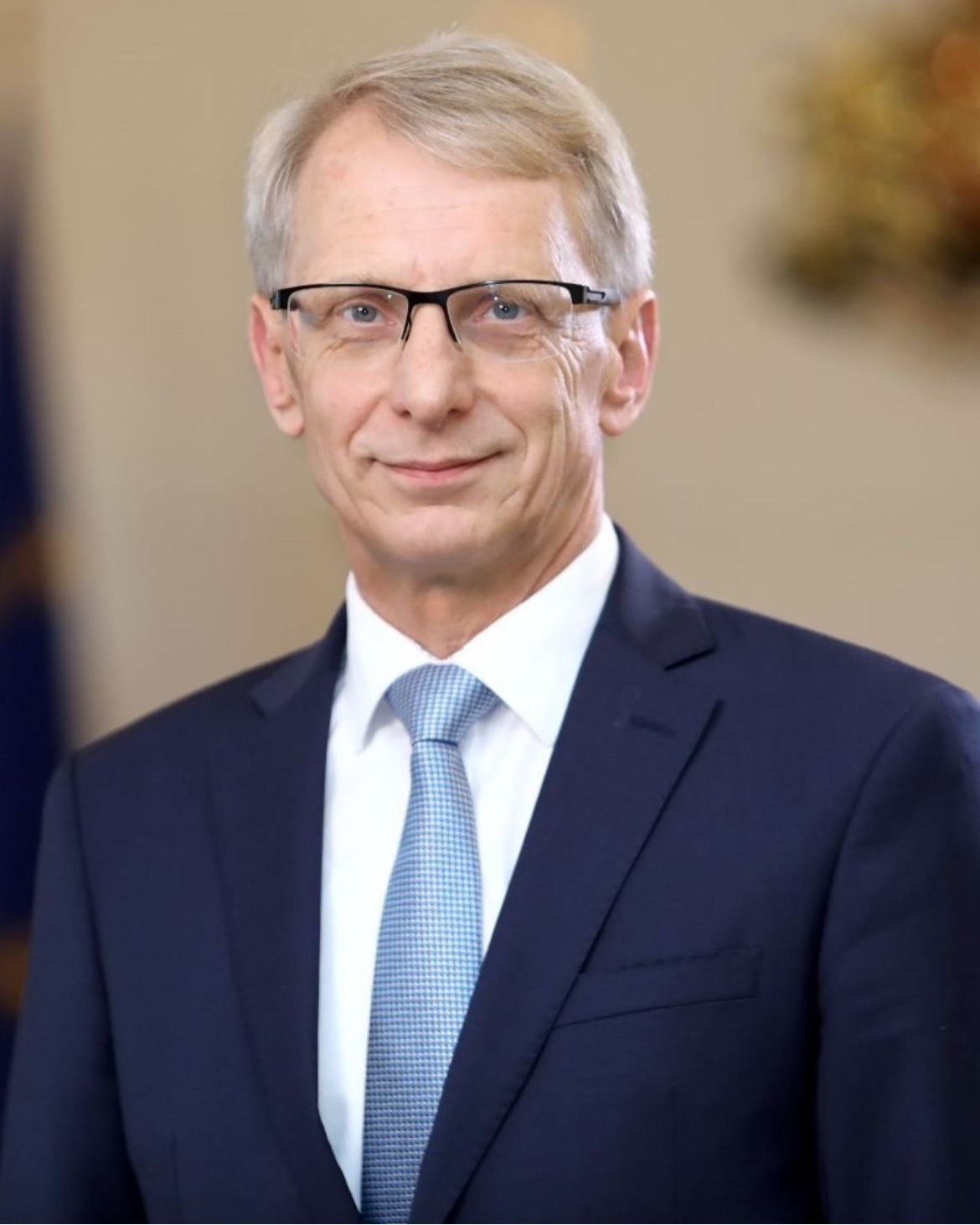
Bulgária Nikolai Denkov, Primeiro-ministro
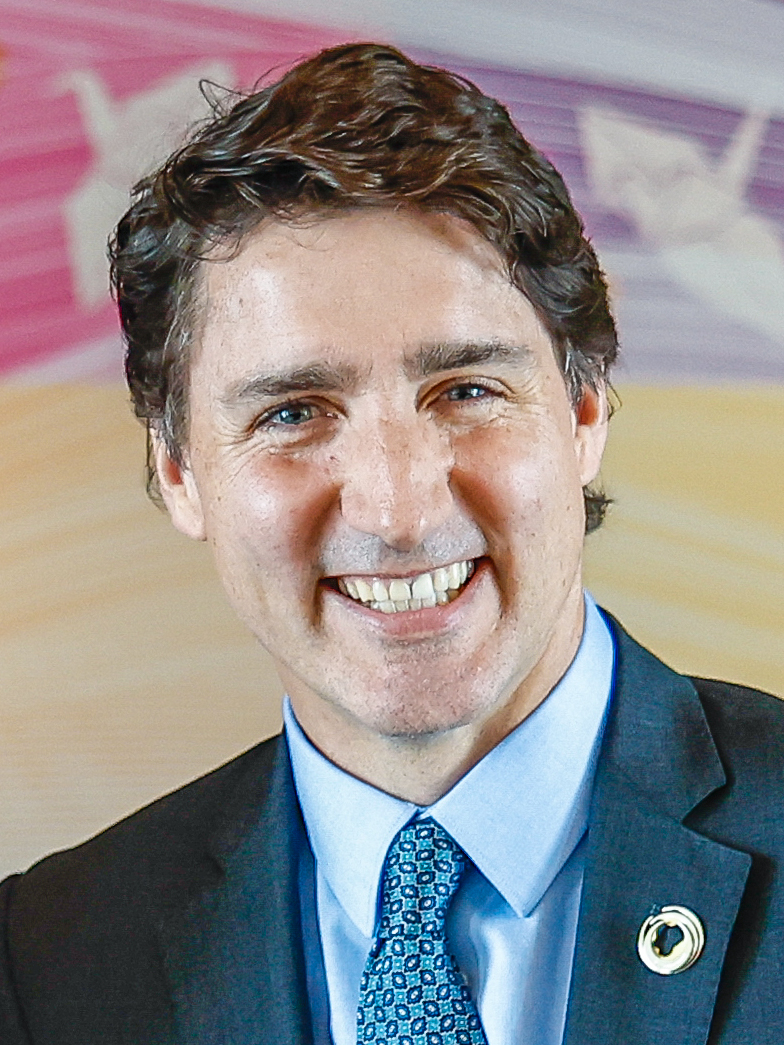
Canadá Justin Trudeau, Primeiro-ministro
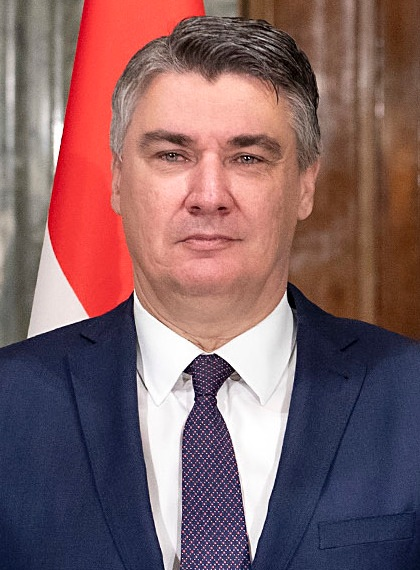
Croácia Zoran Milanović, Presidente
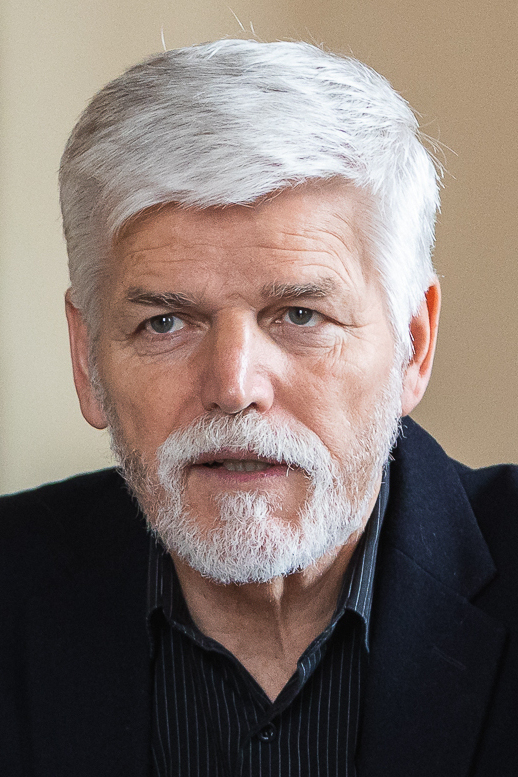
Chéquia Petr Pavel, Presidente
Dinamarca Mette Frederiksen, Primeira-ministra
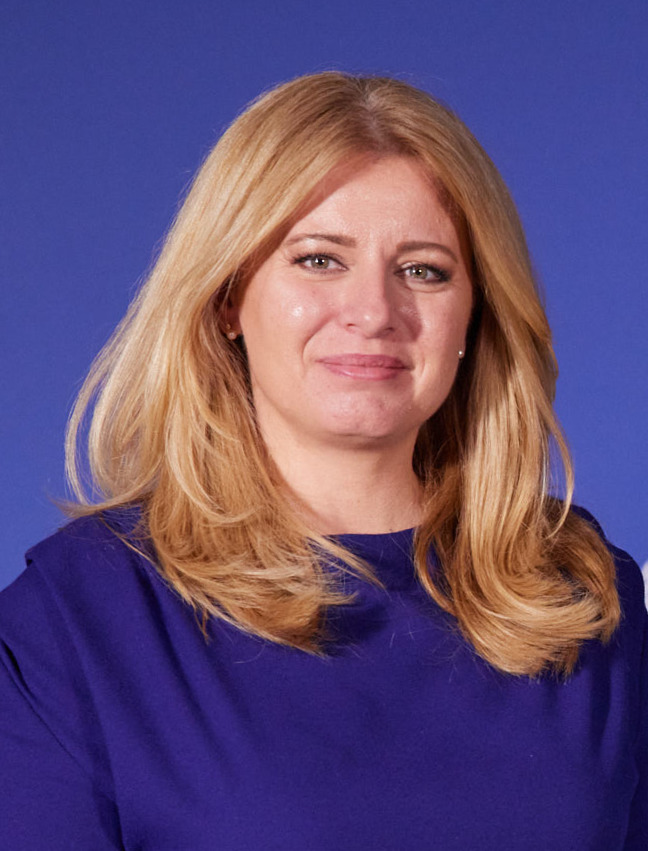
Eslováquia Zuzana Čaputová, Presidente
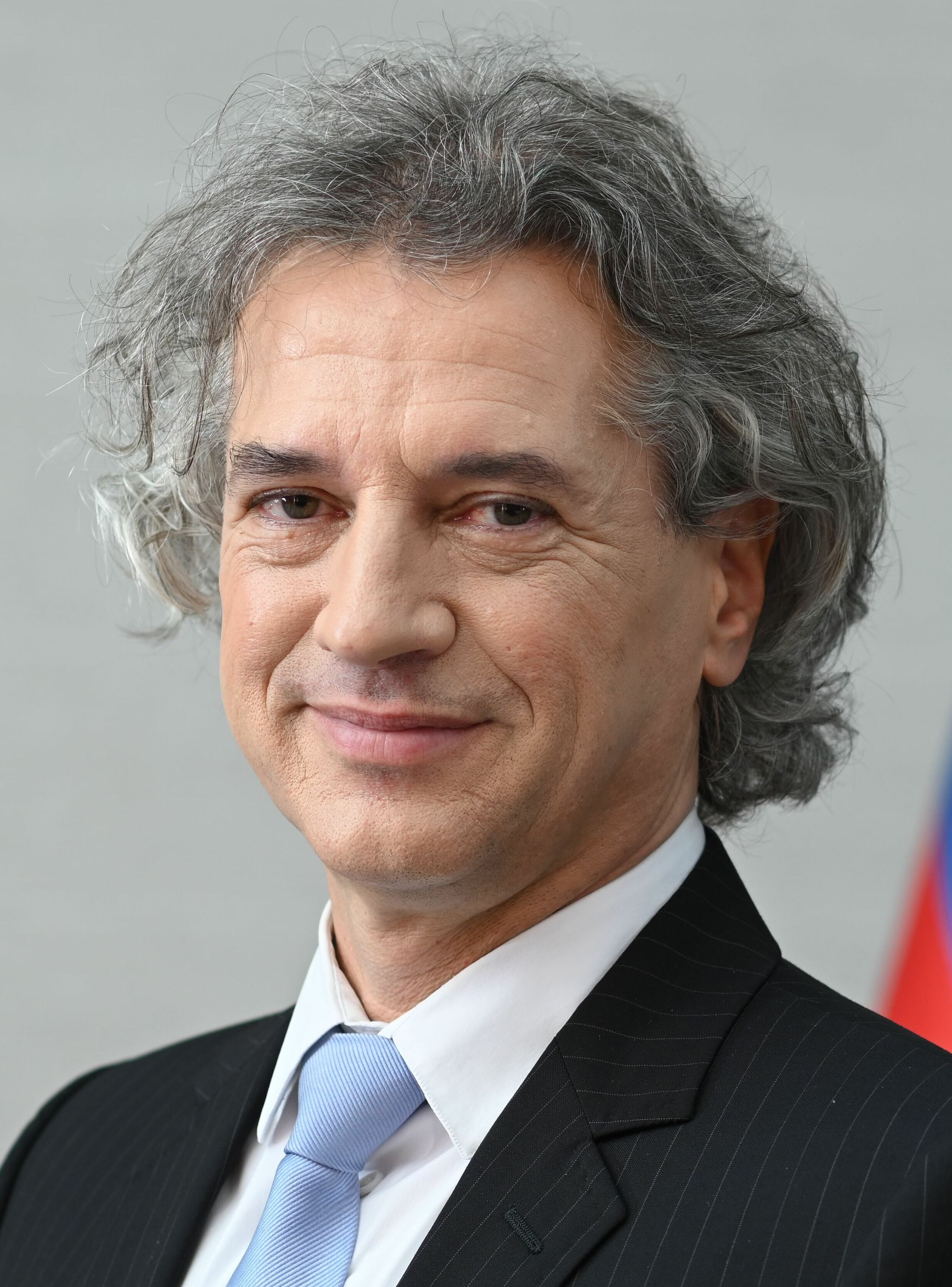
Eslovênia Robert Golob, Primeiro-ministro
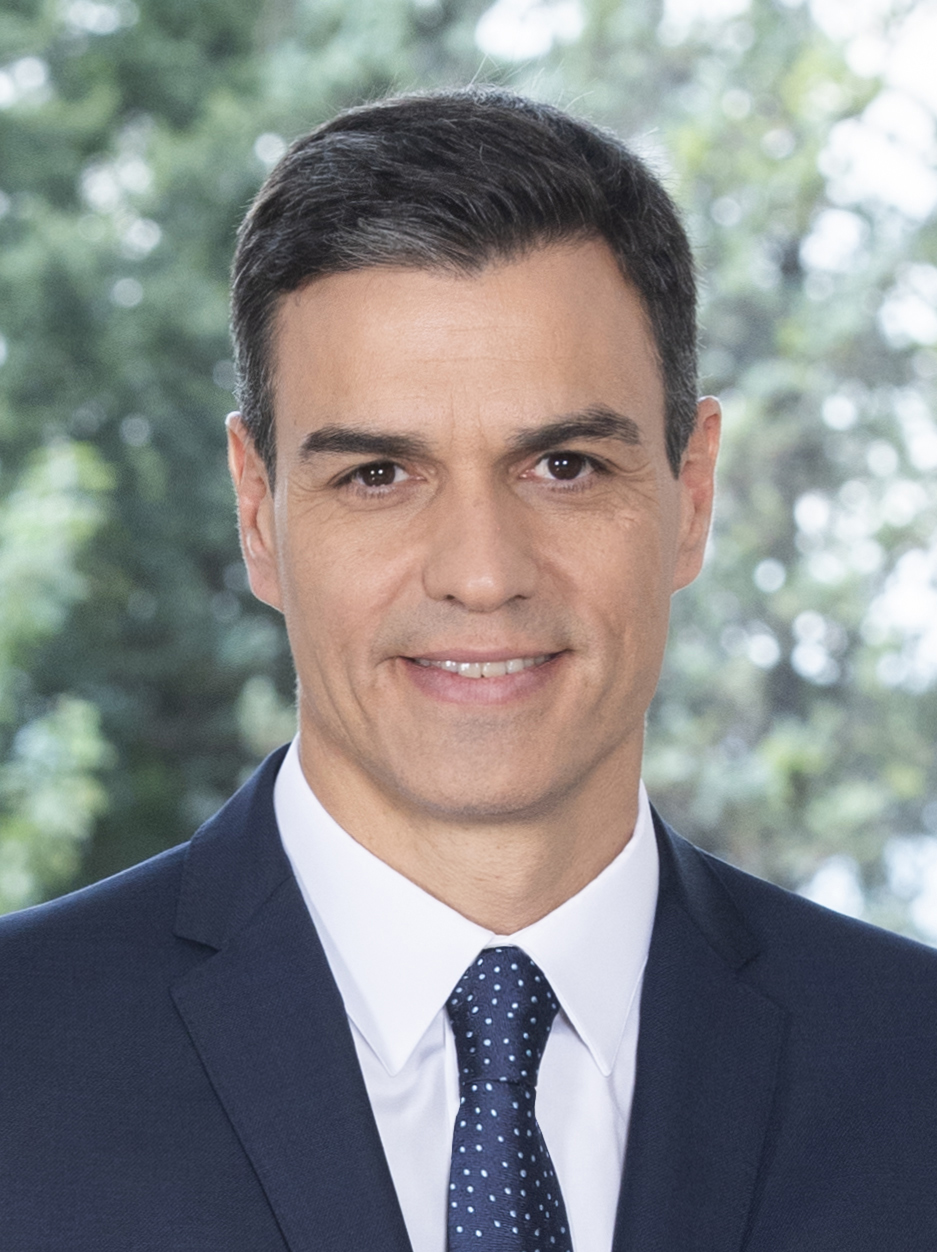
Espanha Pedro Sánchez, Presidente do Governo
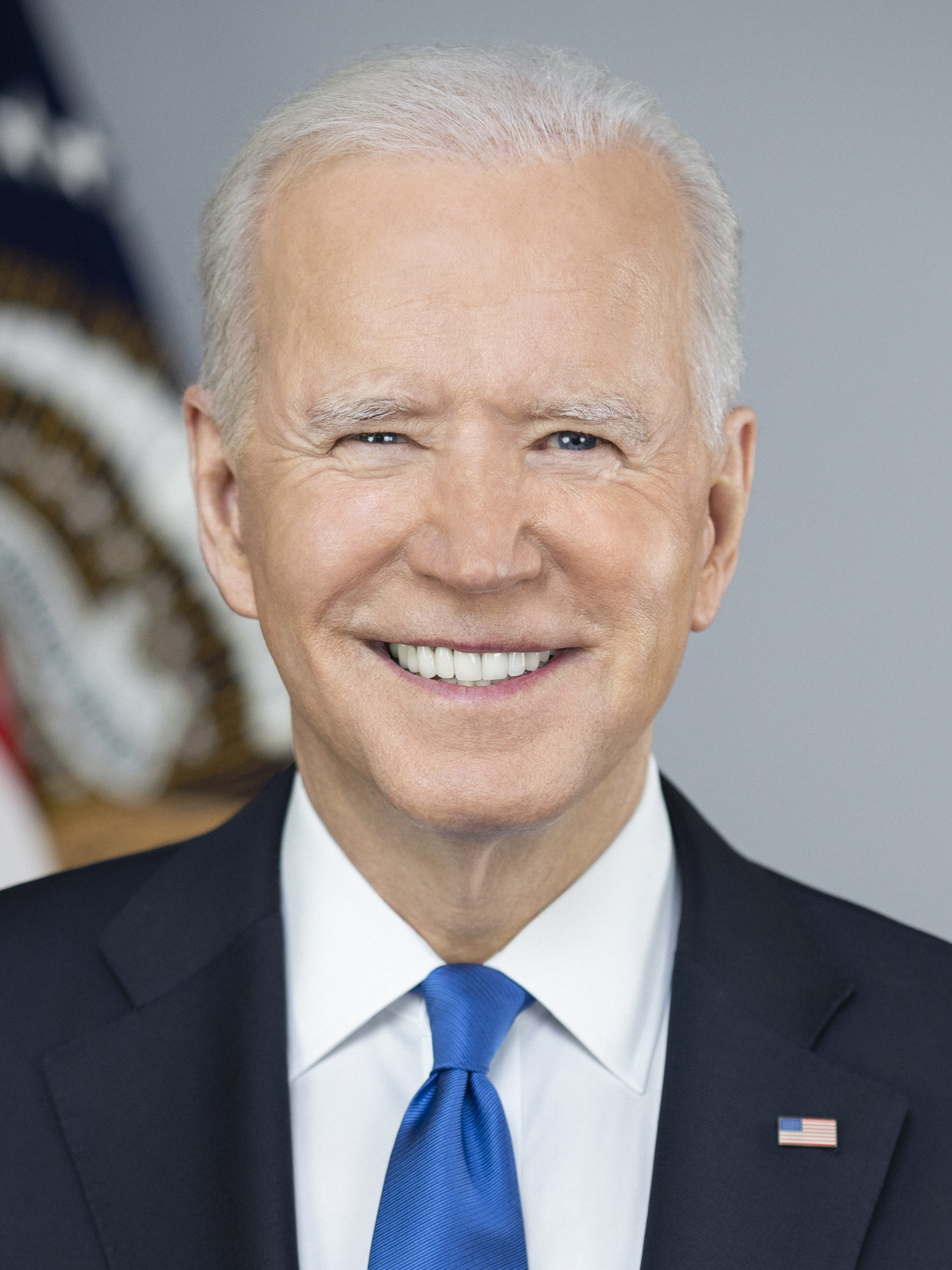
Estados Unidos Joe Biden, Presidente
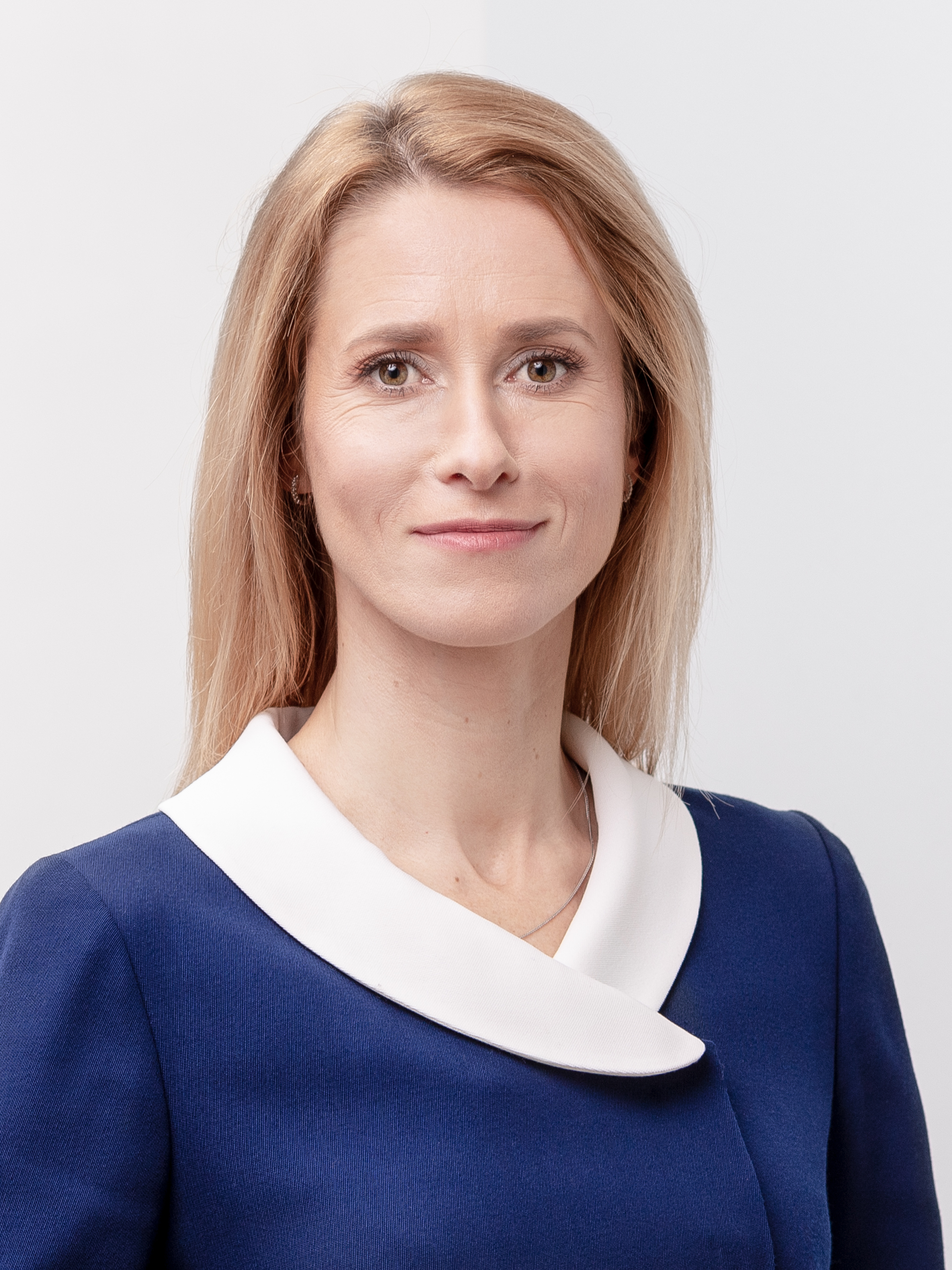
Estónia Kaja Kallas, Primeira-ministra
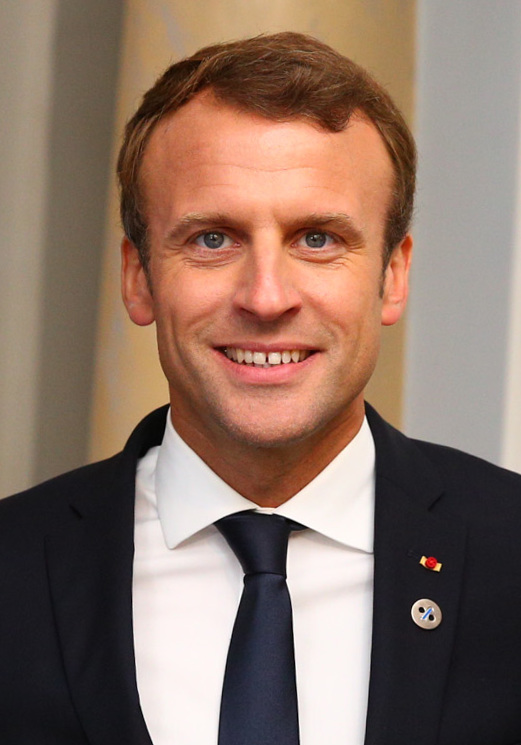
França Emmanuel Macron, presidente
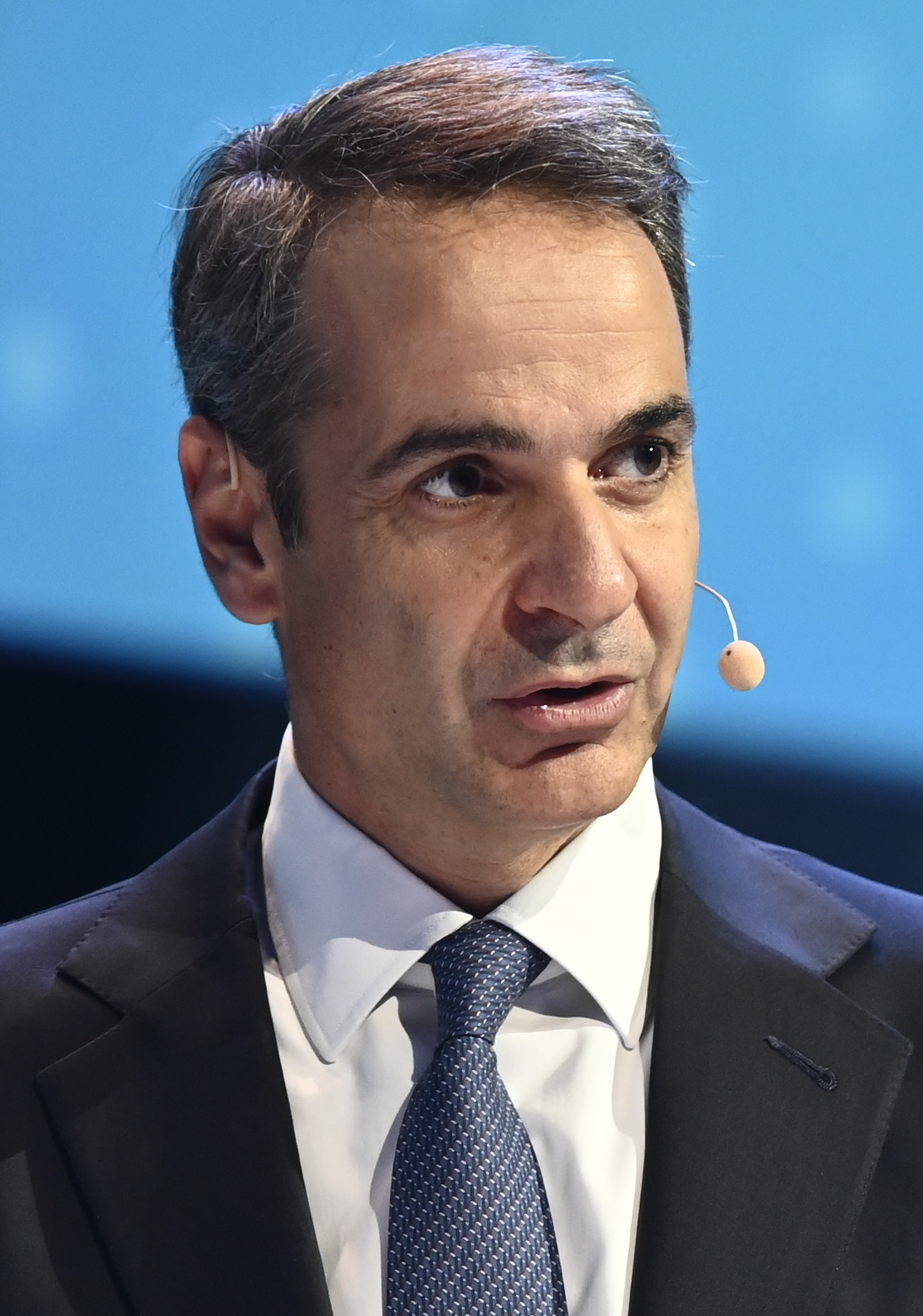
Grécia Kyriakos Mitsotakis, Primeiro-ministro
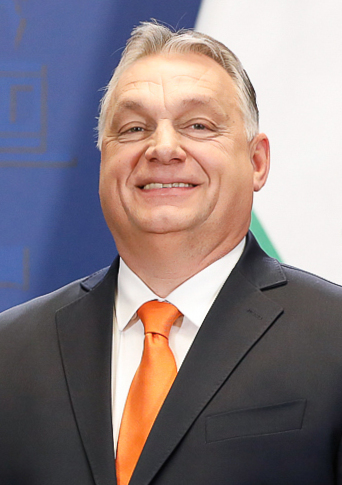
Hungria Viktor Orbán, Primeiro-ministro
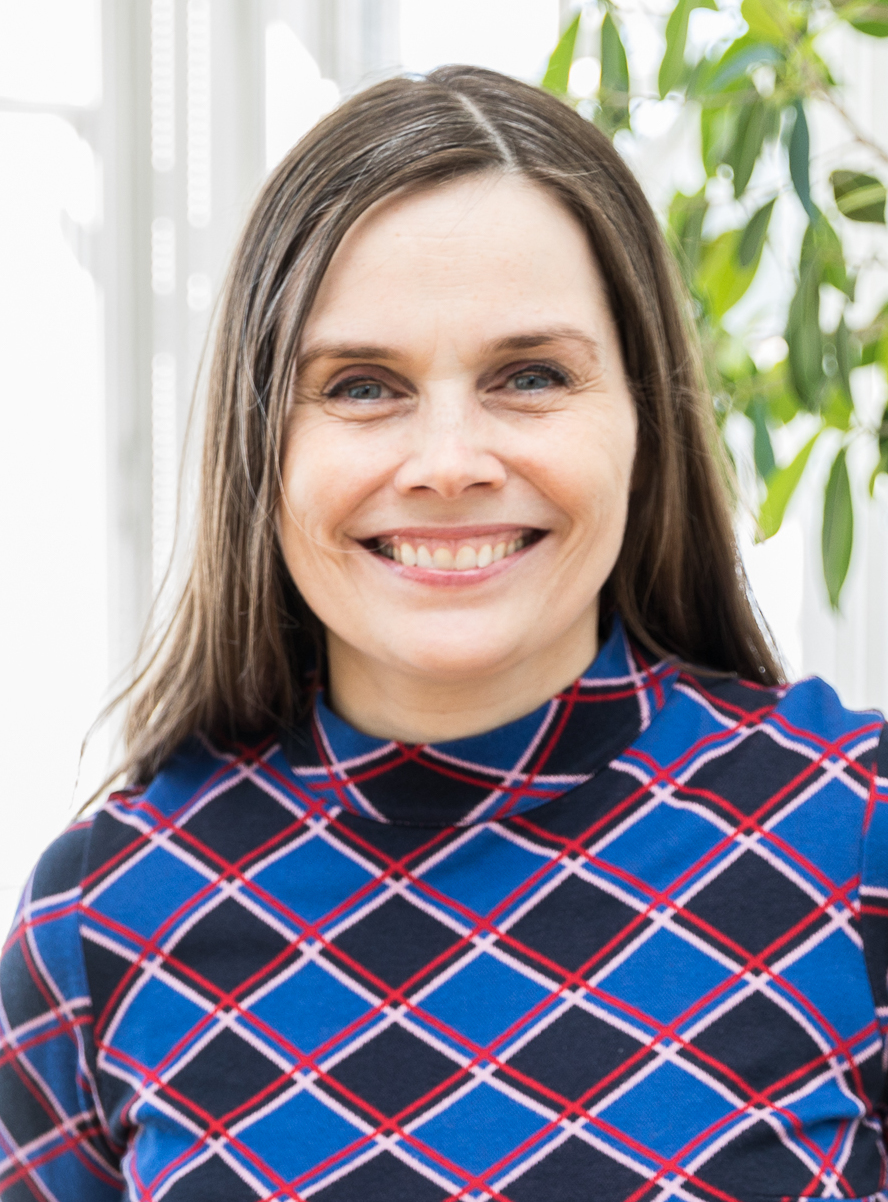
Islândia Katrín Jakobsdóttir, Primeira-ministra
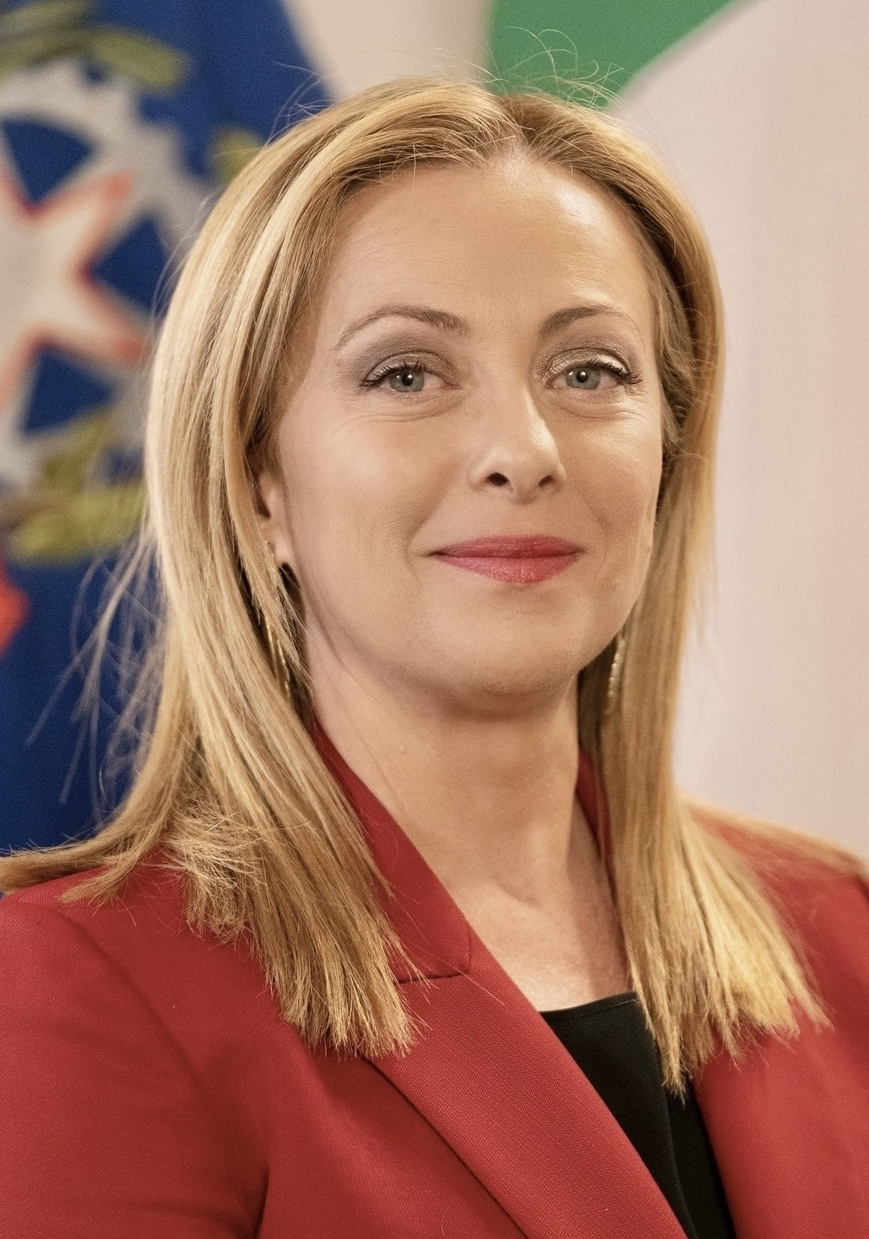
Itália Giorgia Meloni, Primeira-ministra
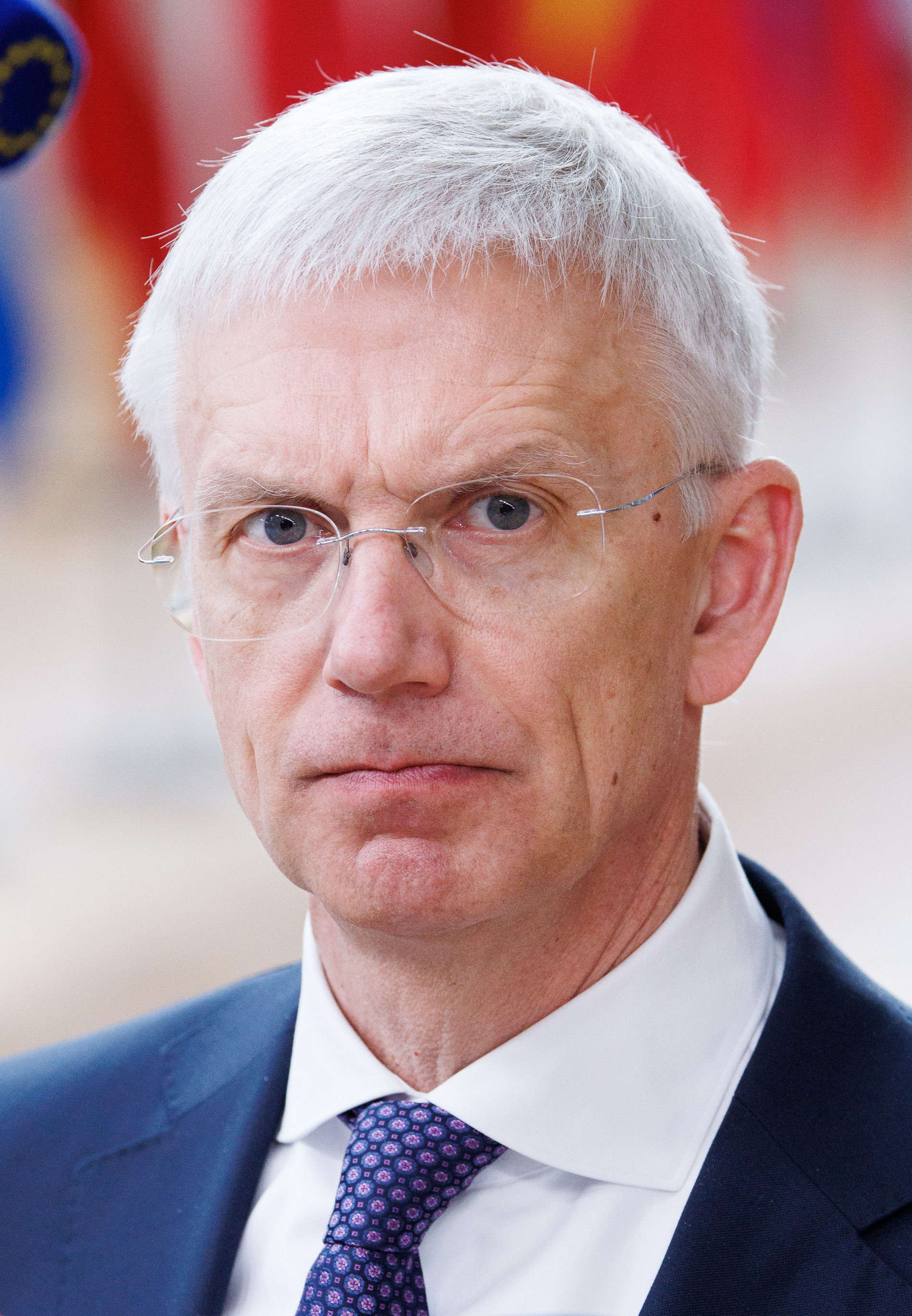
Letônia Krišjānis Kariņš, Primeiro-ministro
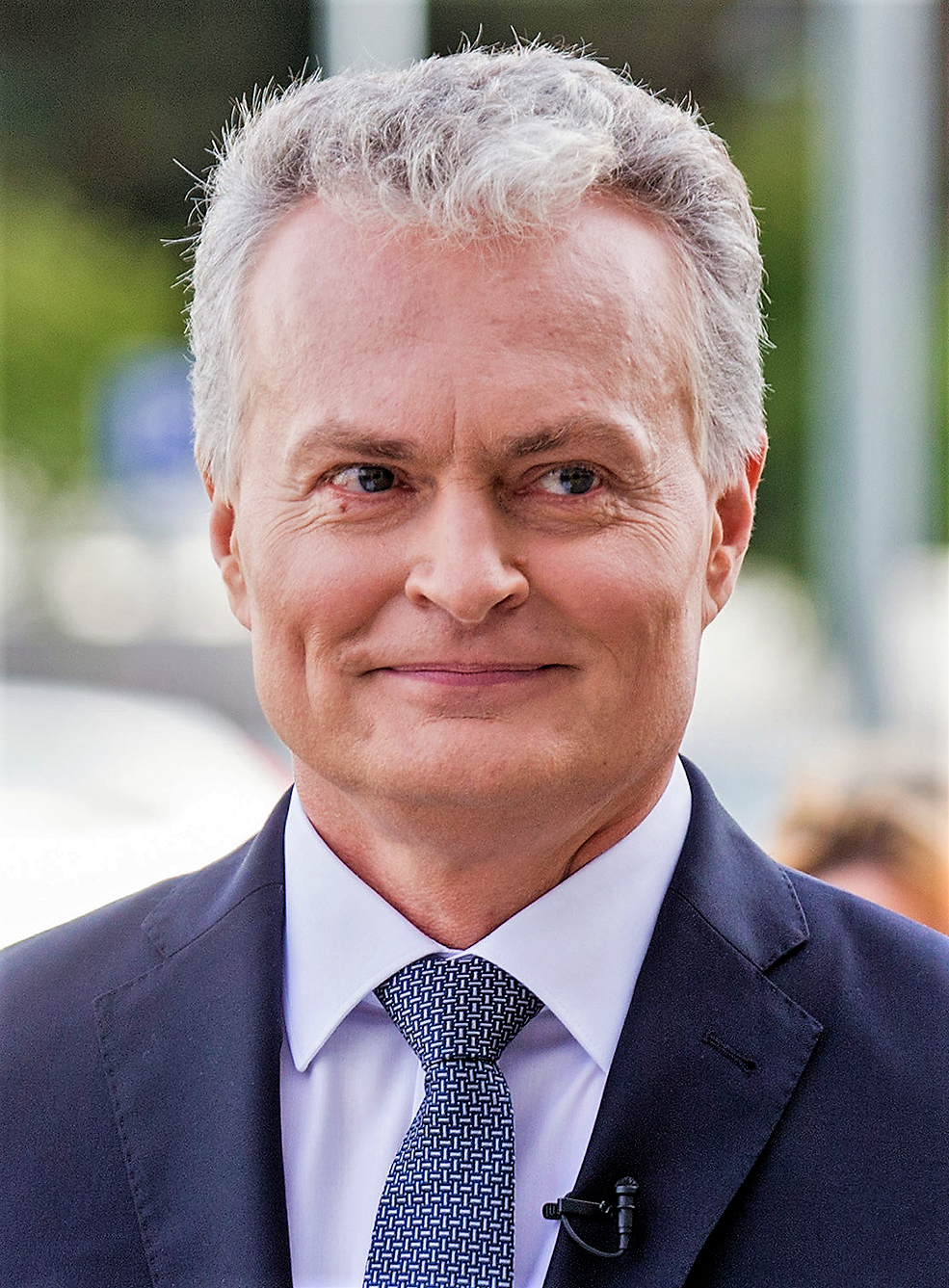
Lituânia Gitanas Nausėda, Presidente
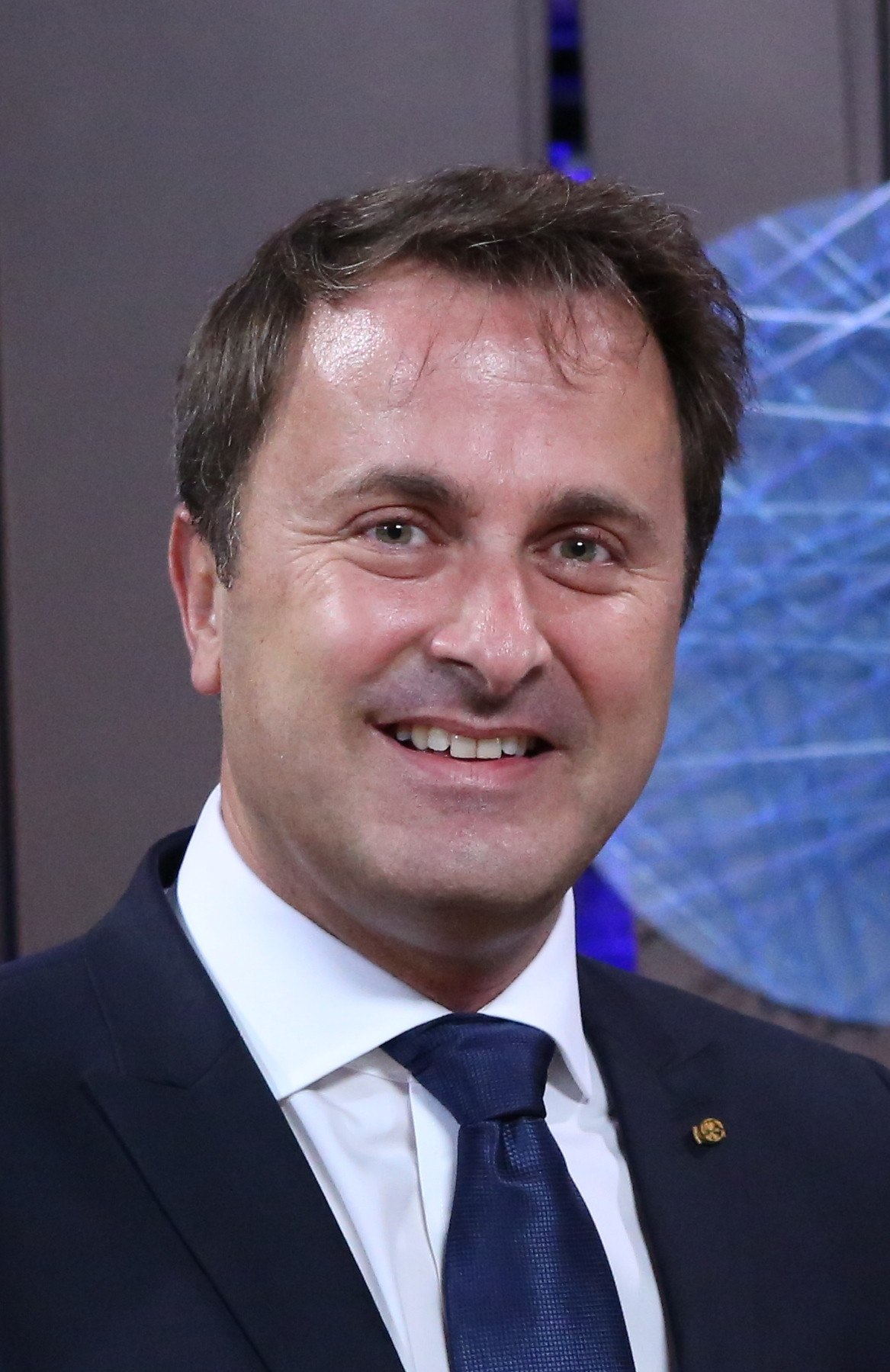
Luxemburgo Xavier Bettel, Primeiro-ministro
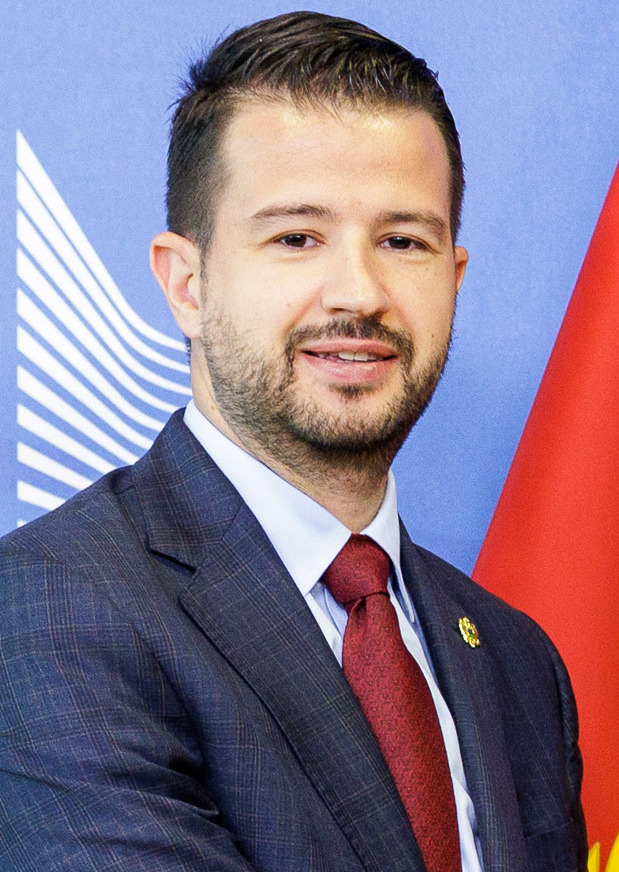
Montenegro Jakov Milatović, Presidente
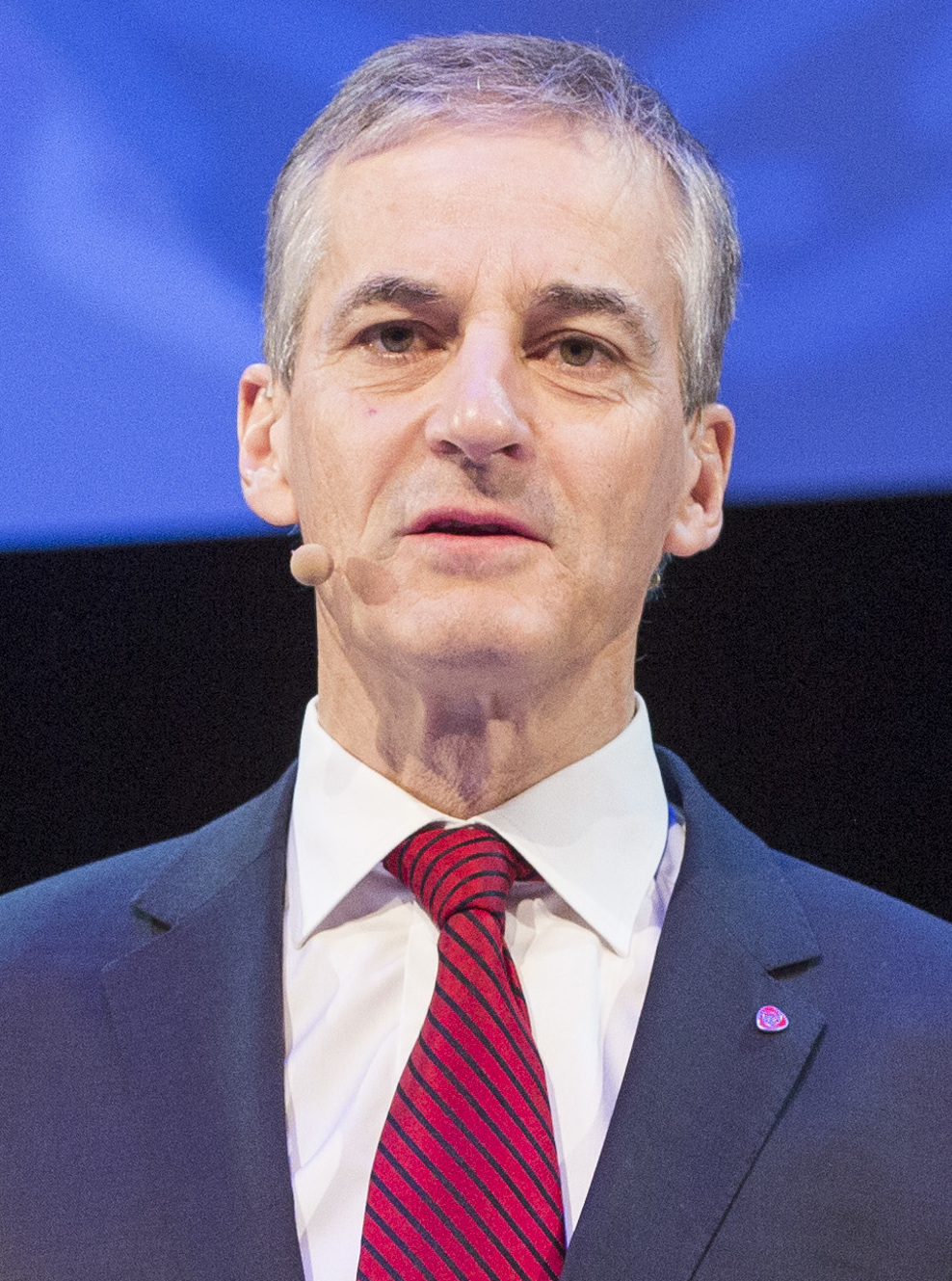
Noruega Jonas Gahr Støre, Primeiro-ministro
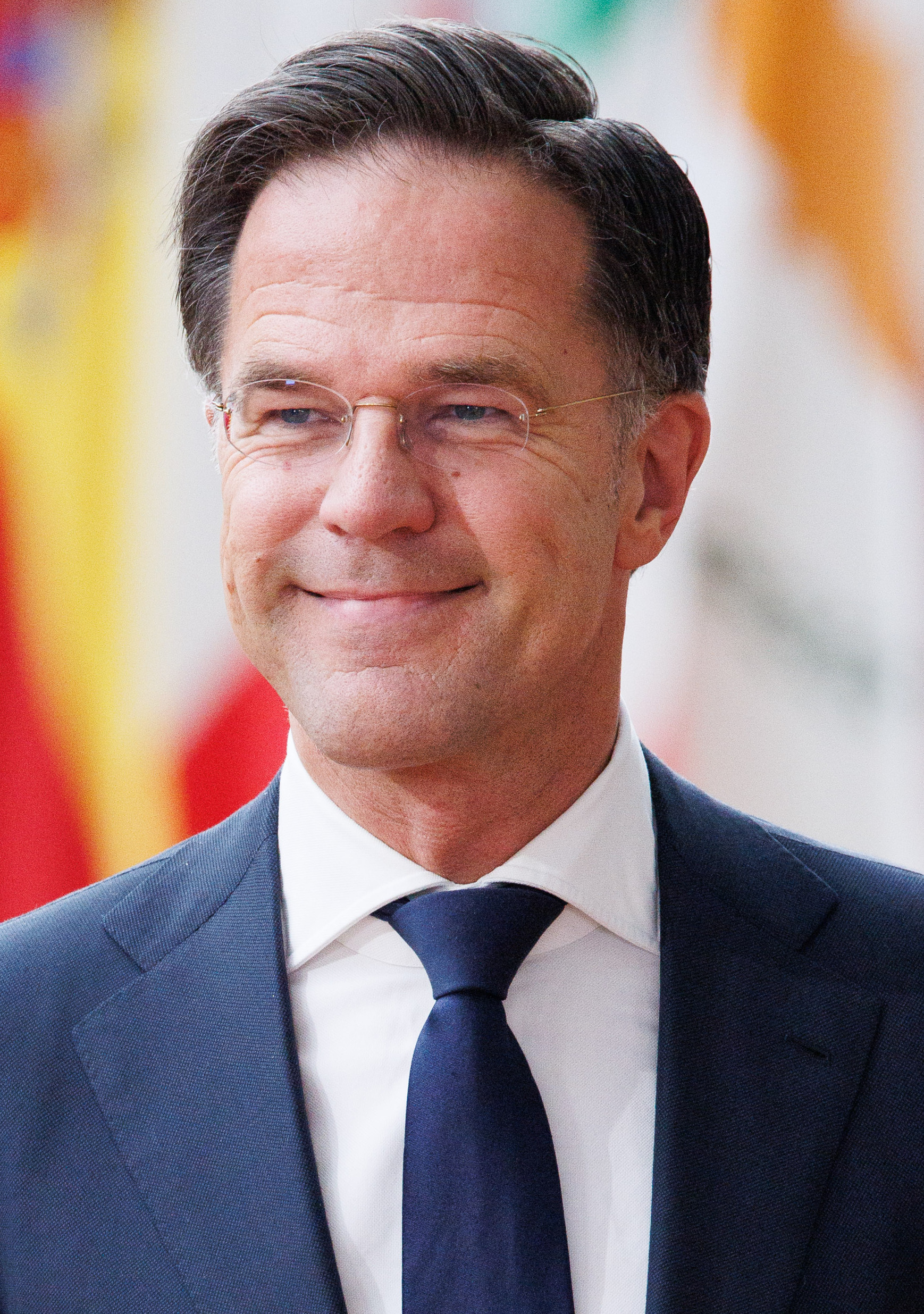
Países Baixos Mark Rutte, Primeiro-ministro
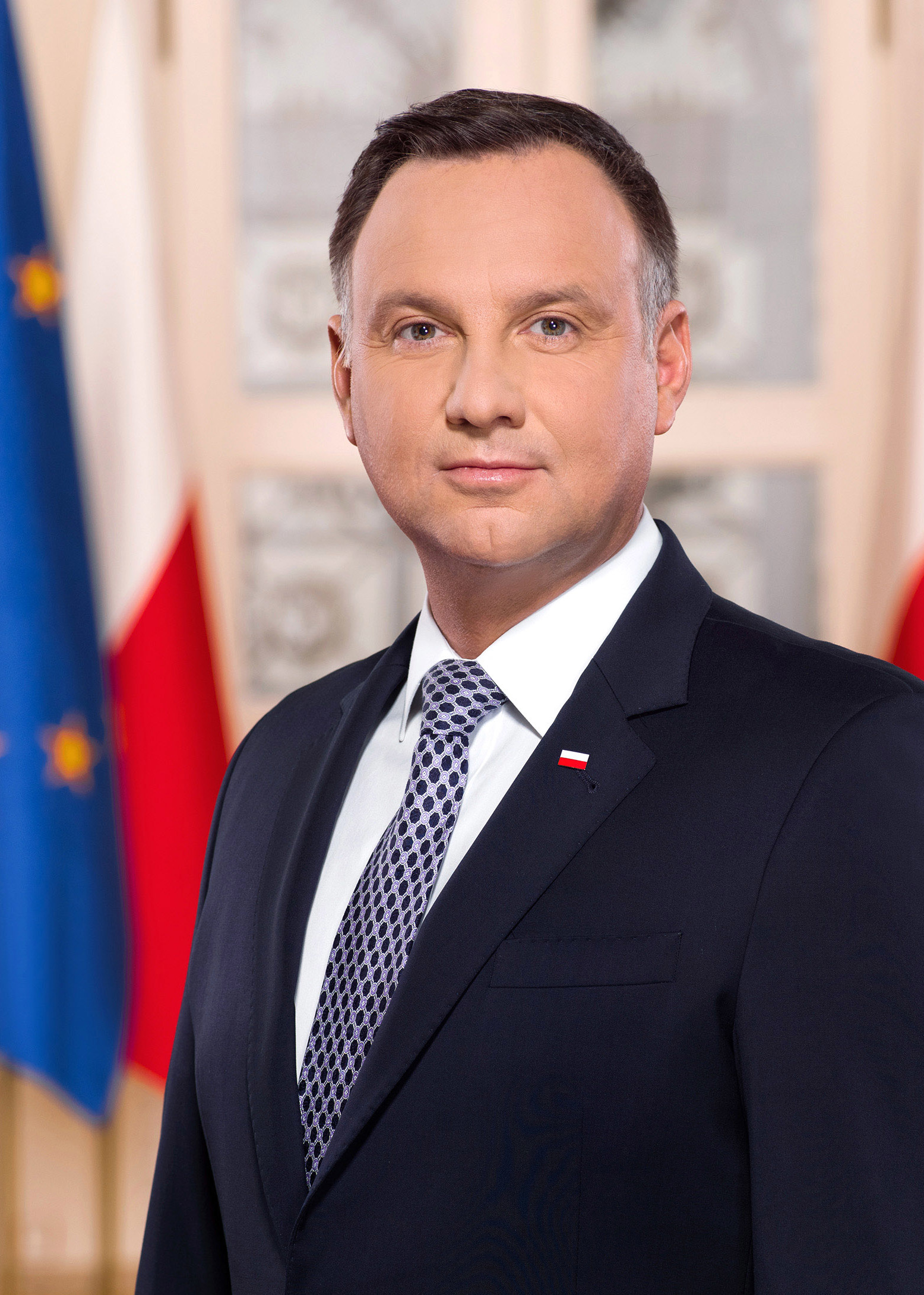
Polónia Andrzej Duda, Presidente
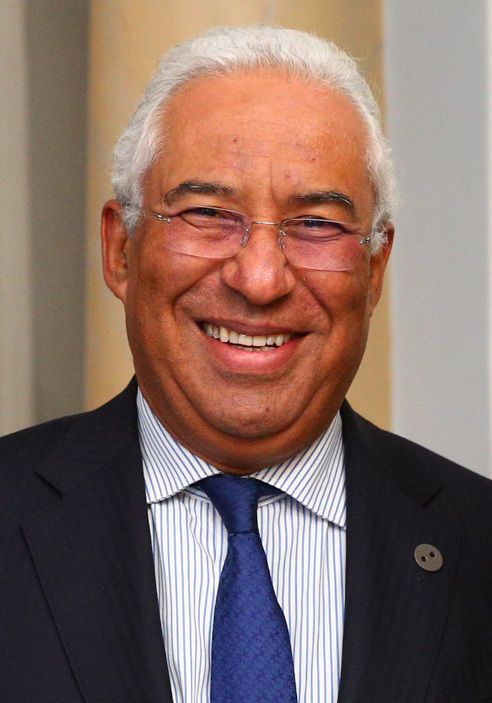
Portugal António Costa, Primeiro-ministro
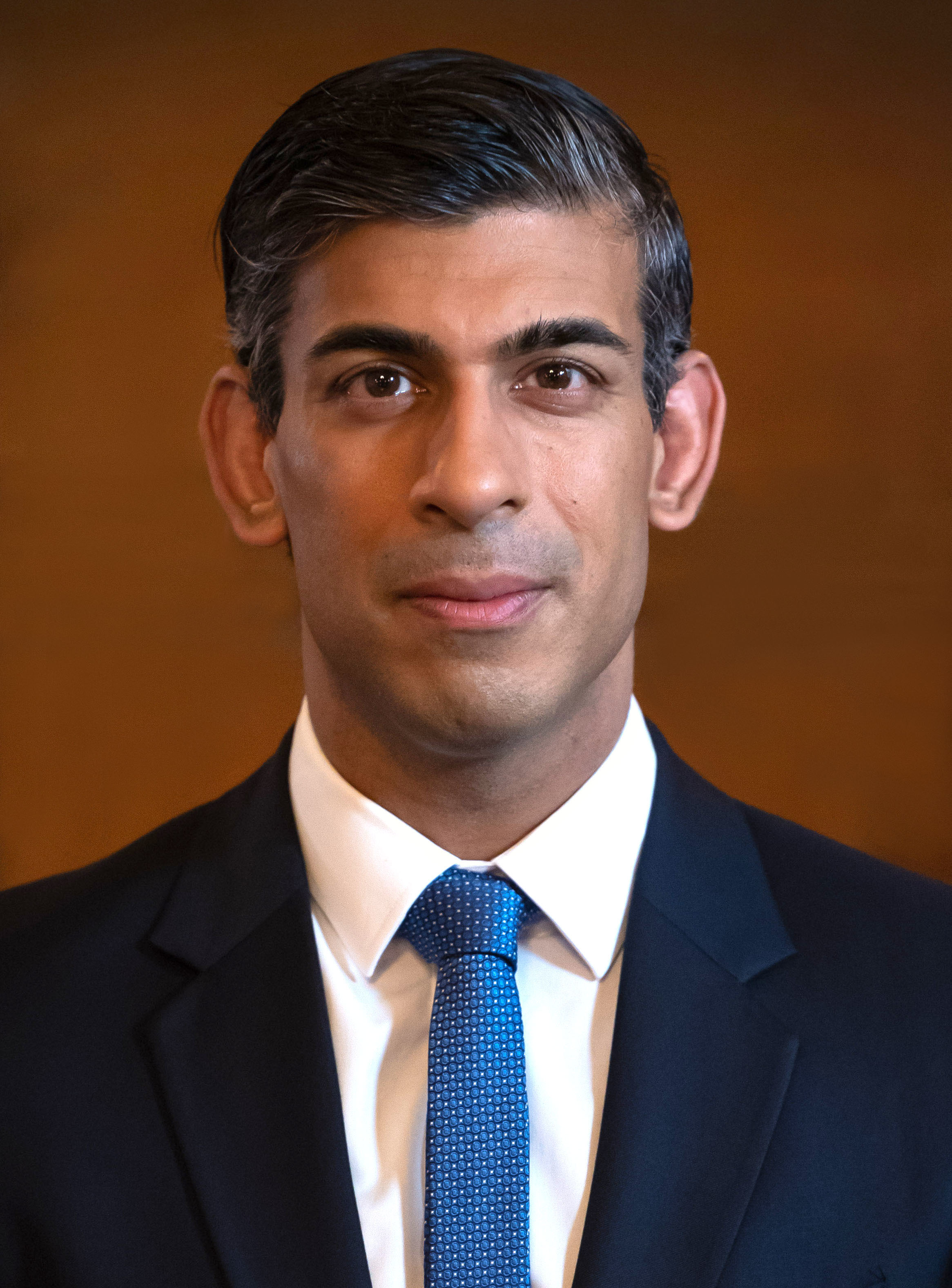
Reino Unido Rishi Sunak, Primeiro-ministro
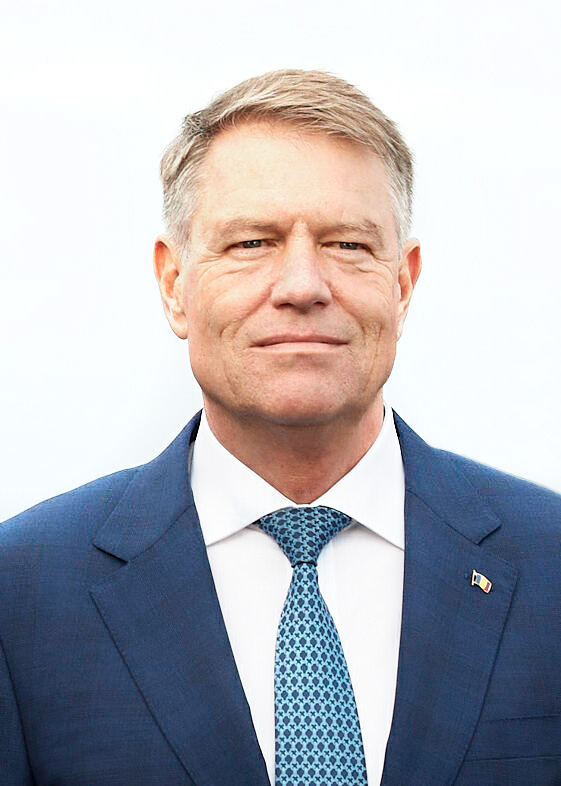
Roménia Klaus Iohannis, Presidente
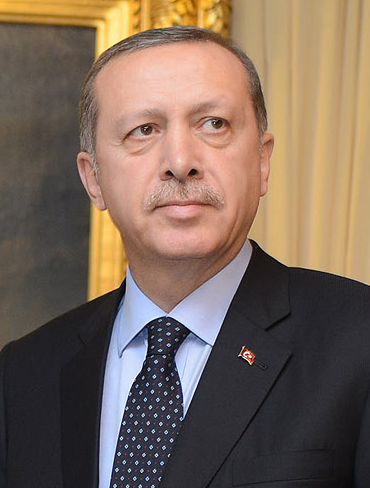
Turquia Recep Tayyip Erdoğan, Presidente

### Convidados

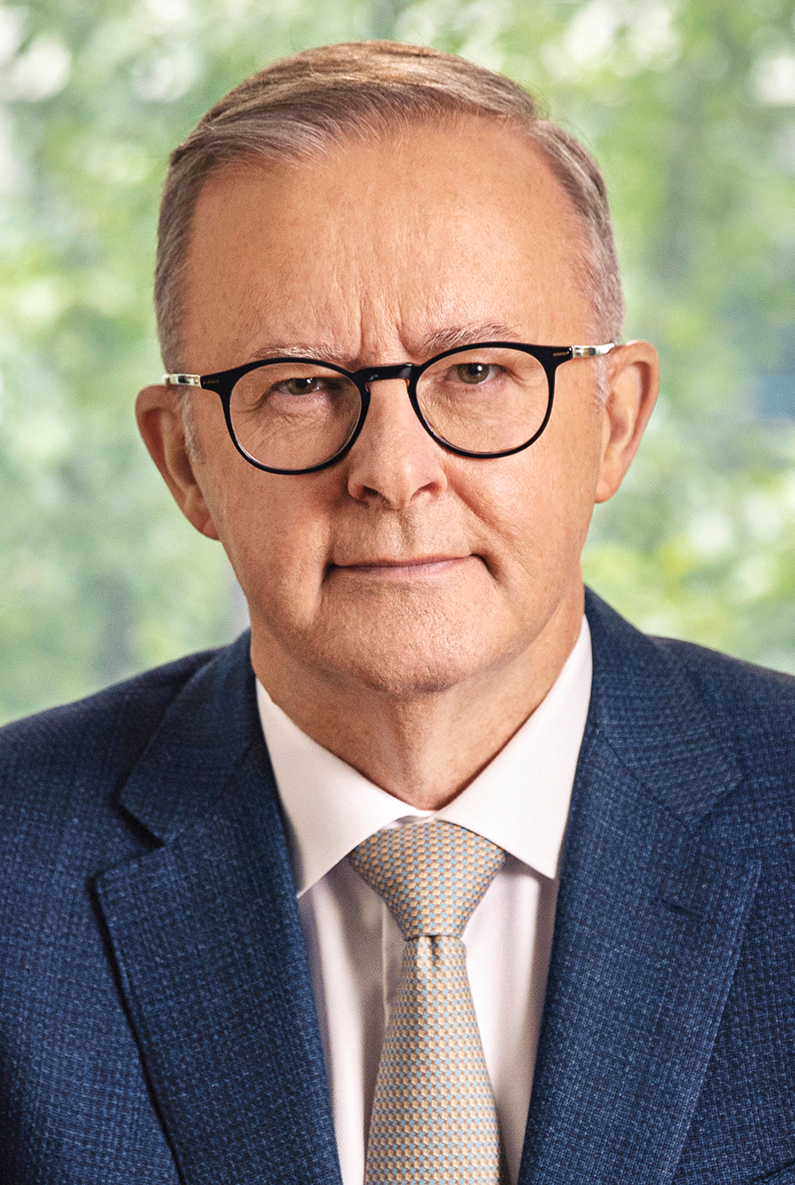
AUS Anthony Albanese, Primeiro-ministro
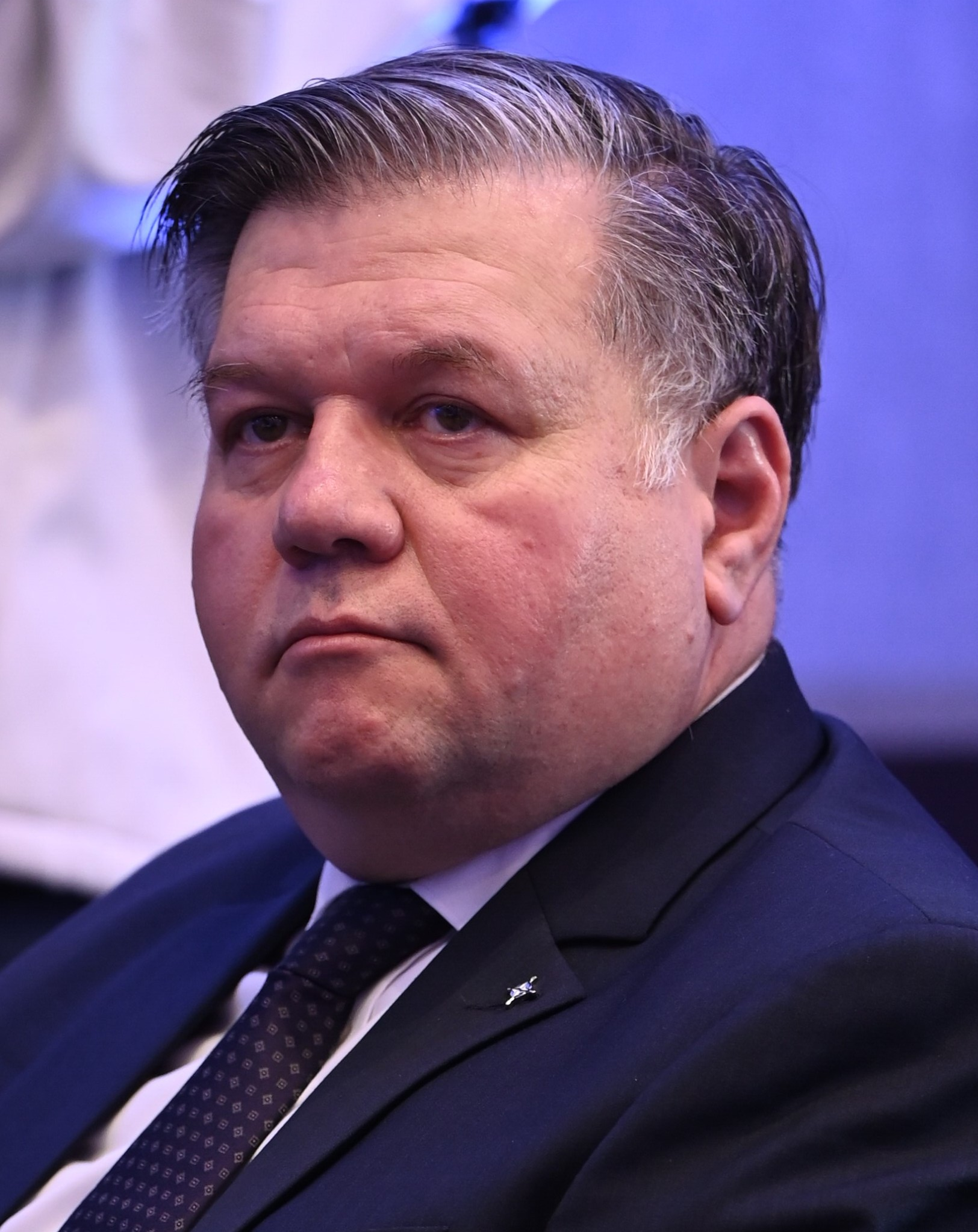
BIH Josip Brkić, Vice-ministro do Exterior
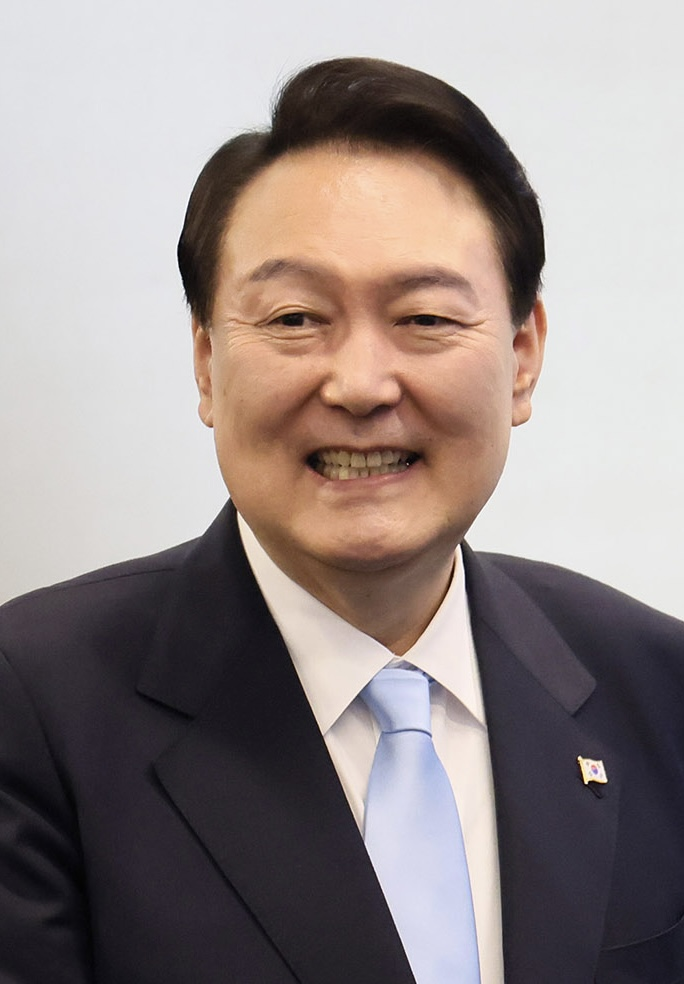
KOR Yoon Suk-yeol, Presidente
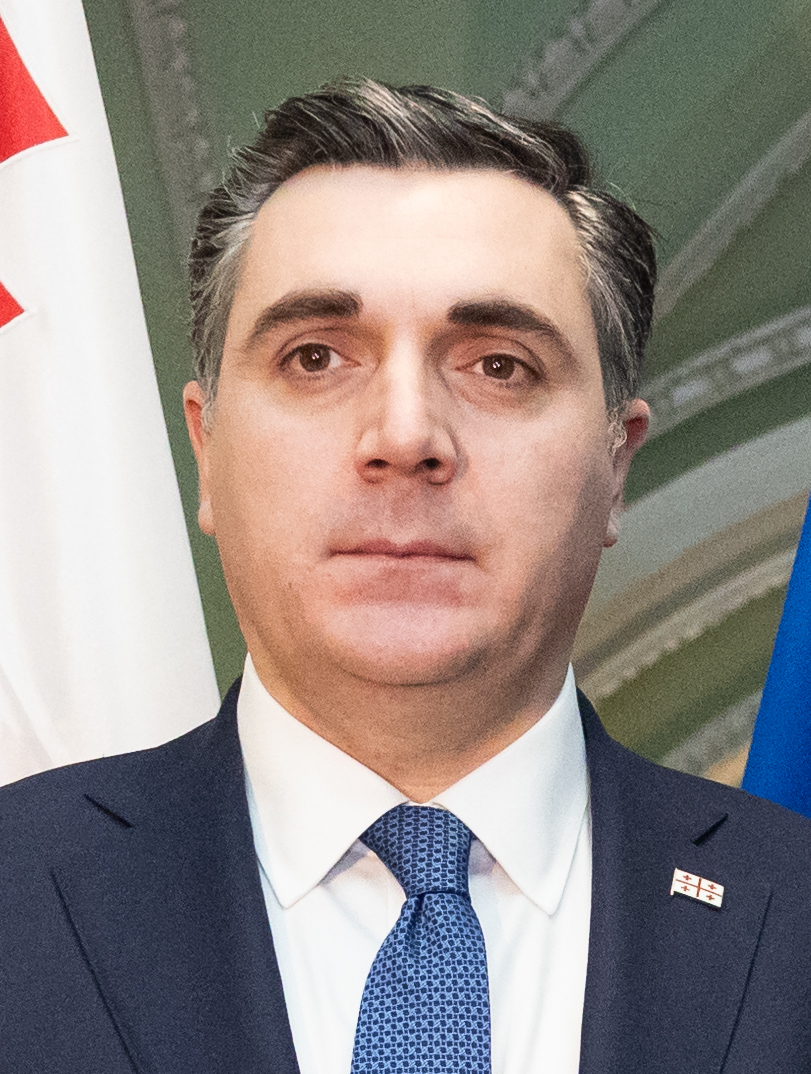
GEO Ilia Darchiashvili, Ministro do Exterior
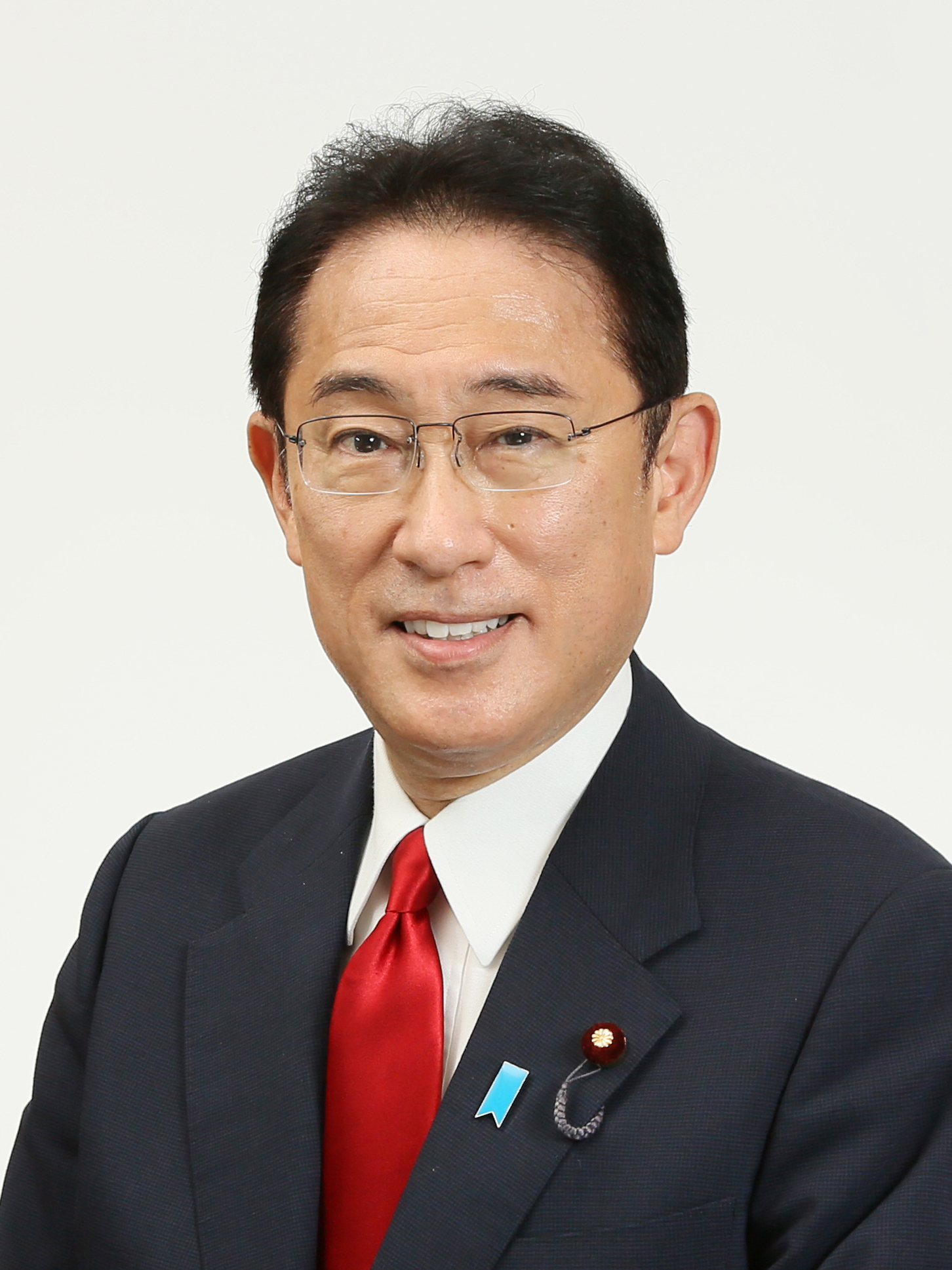
JPN Fumio Kishida, primeiro-ministro
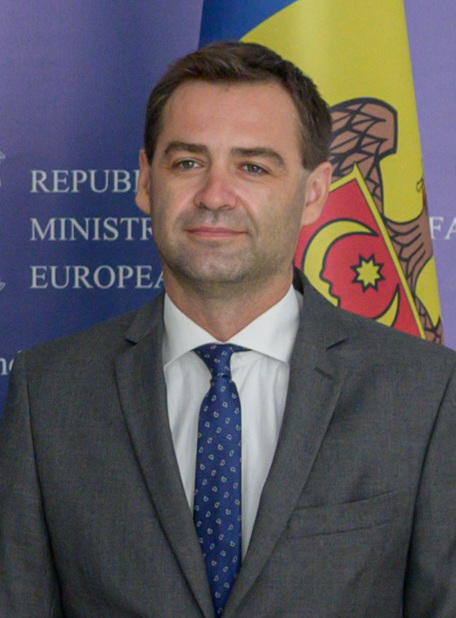
MLD Nicu Popescu, Ministro do Exterior
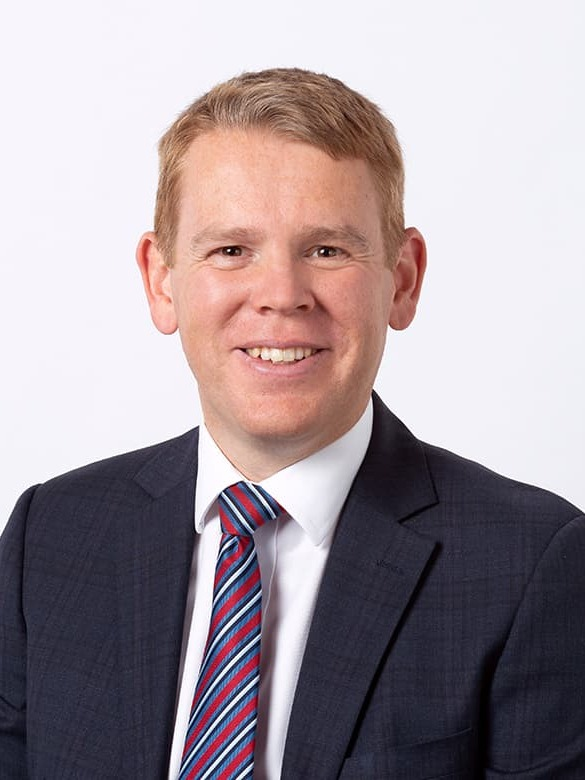
NZL Chris Hipkins, Primeiro-ministro
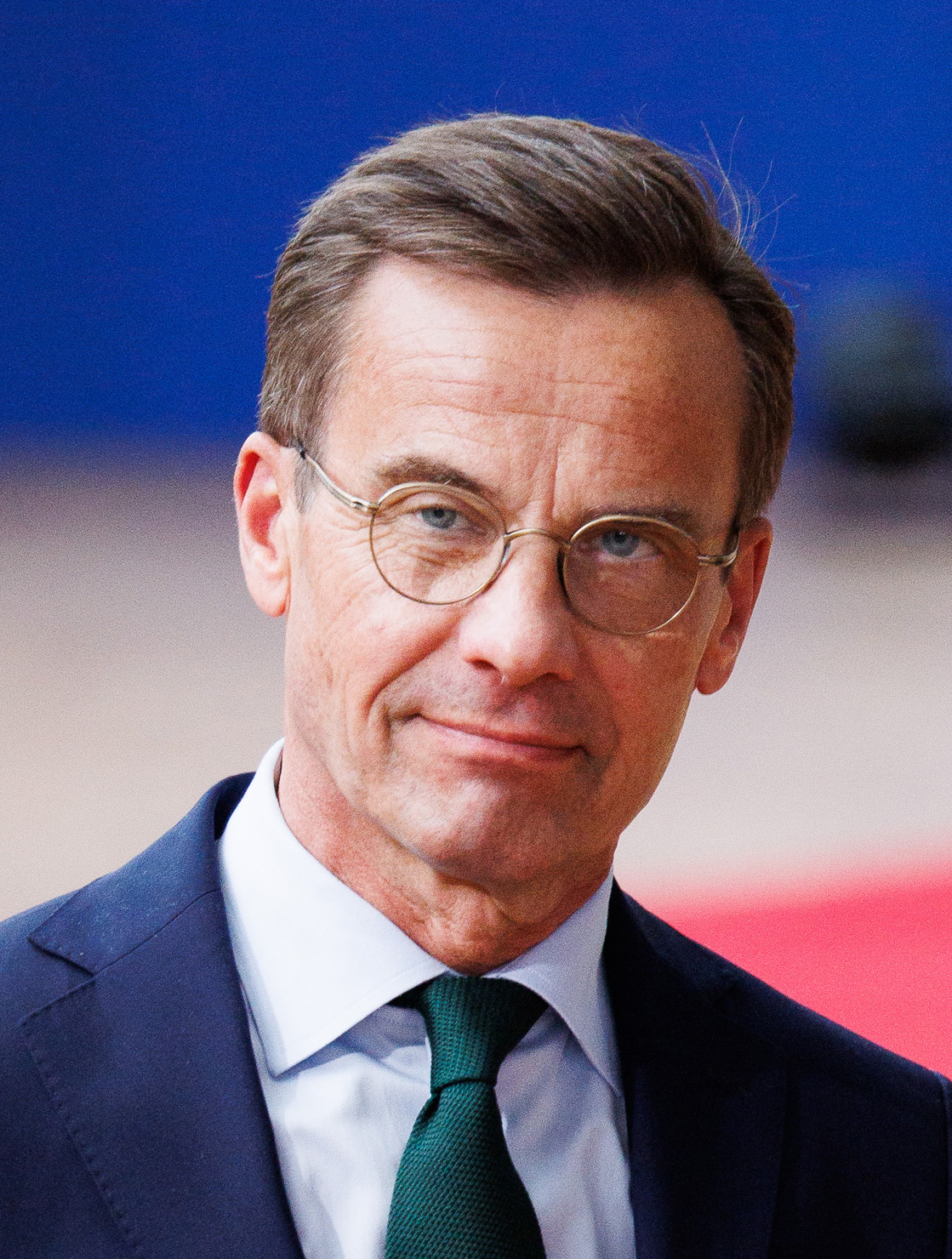
SWE Ulf Kristersson, Primeiro-ministro
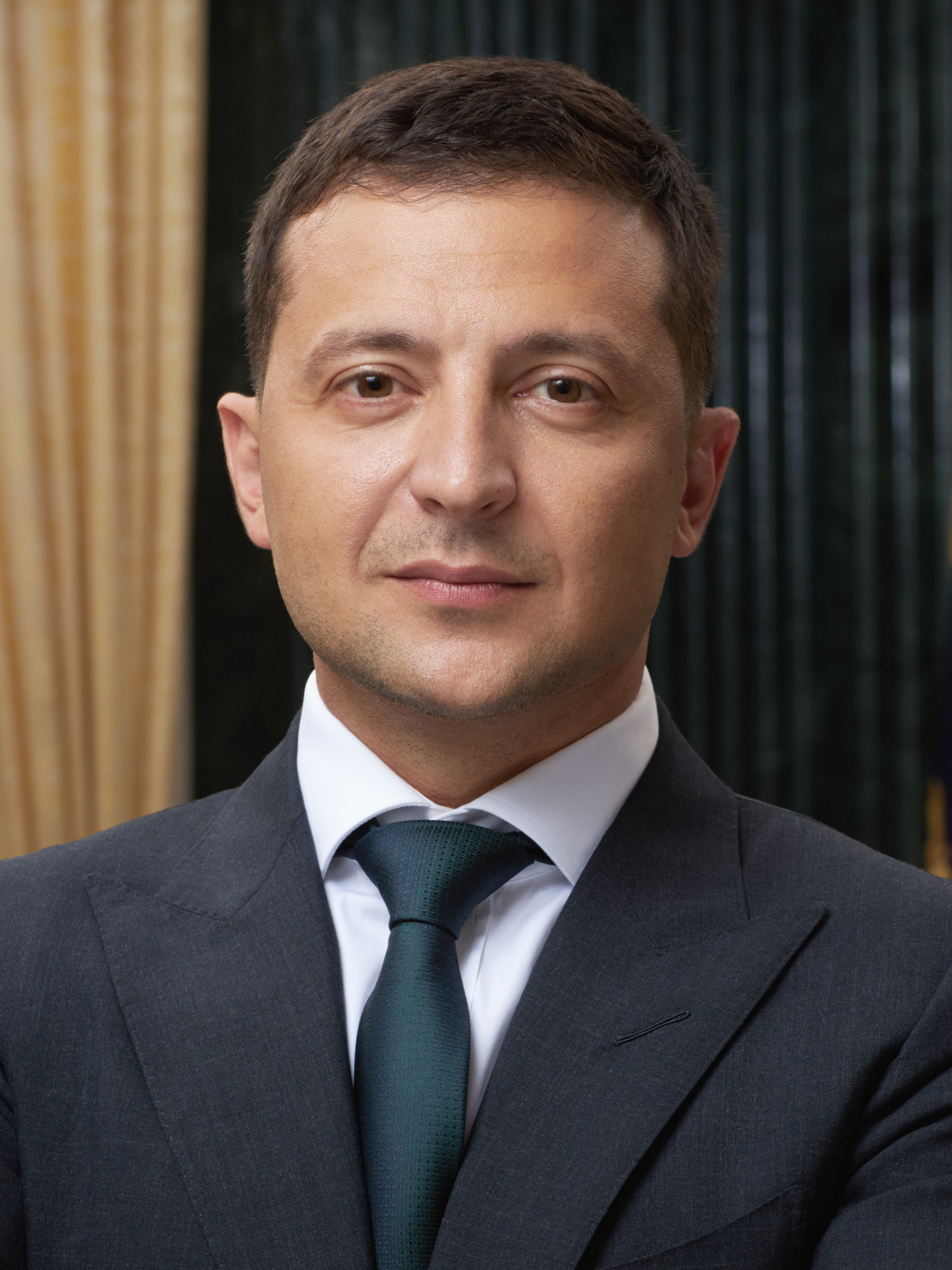
UKR Volodymyr Zelensky, Presidente
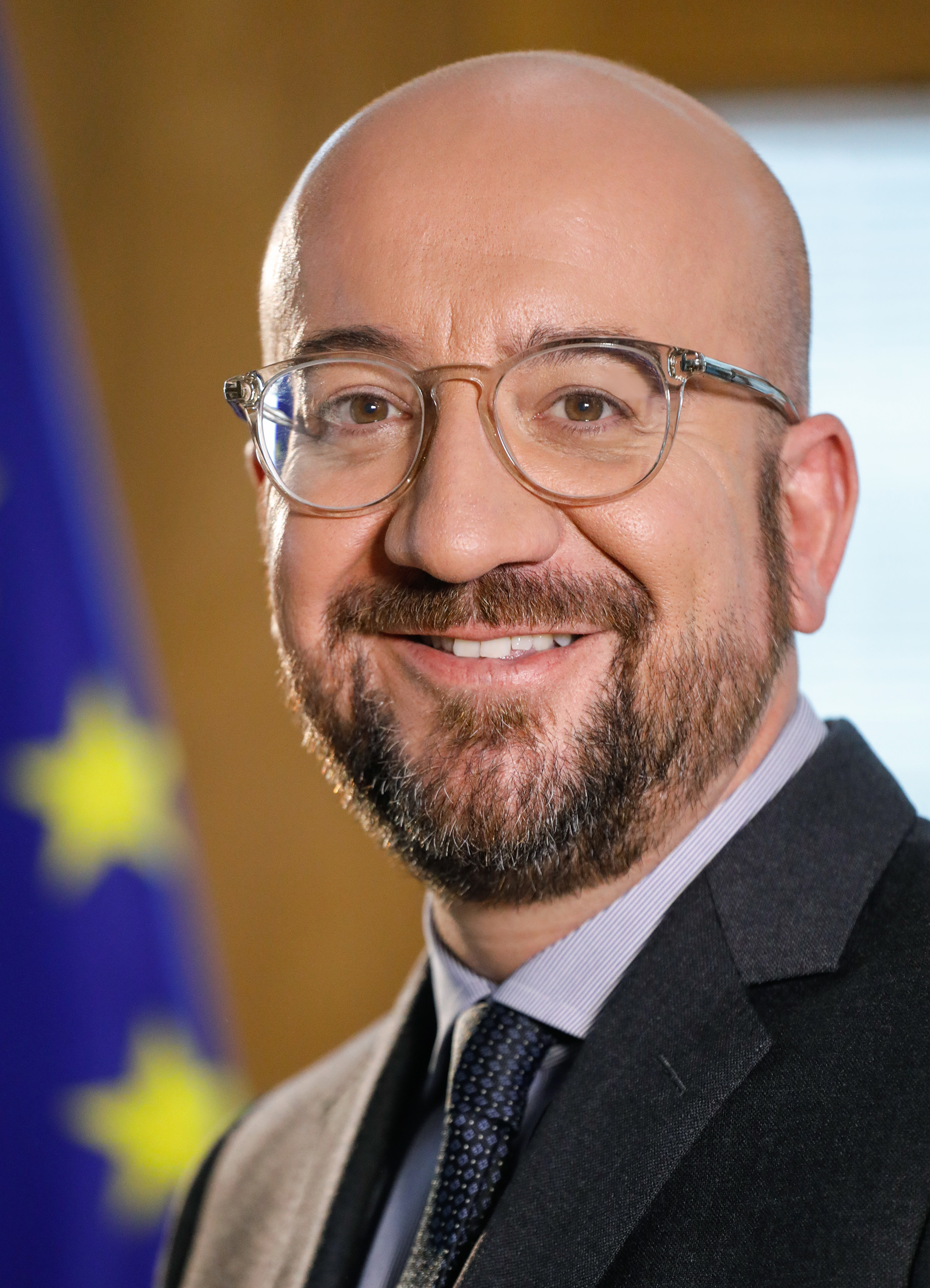
' Charles Michel, Presidente do Conselho
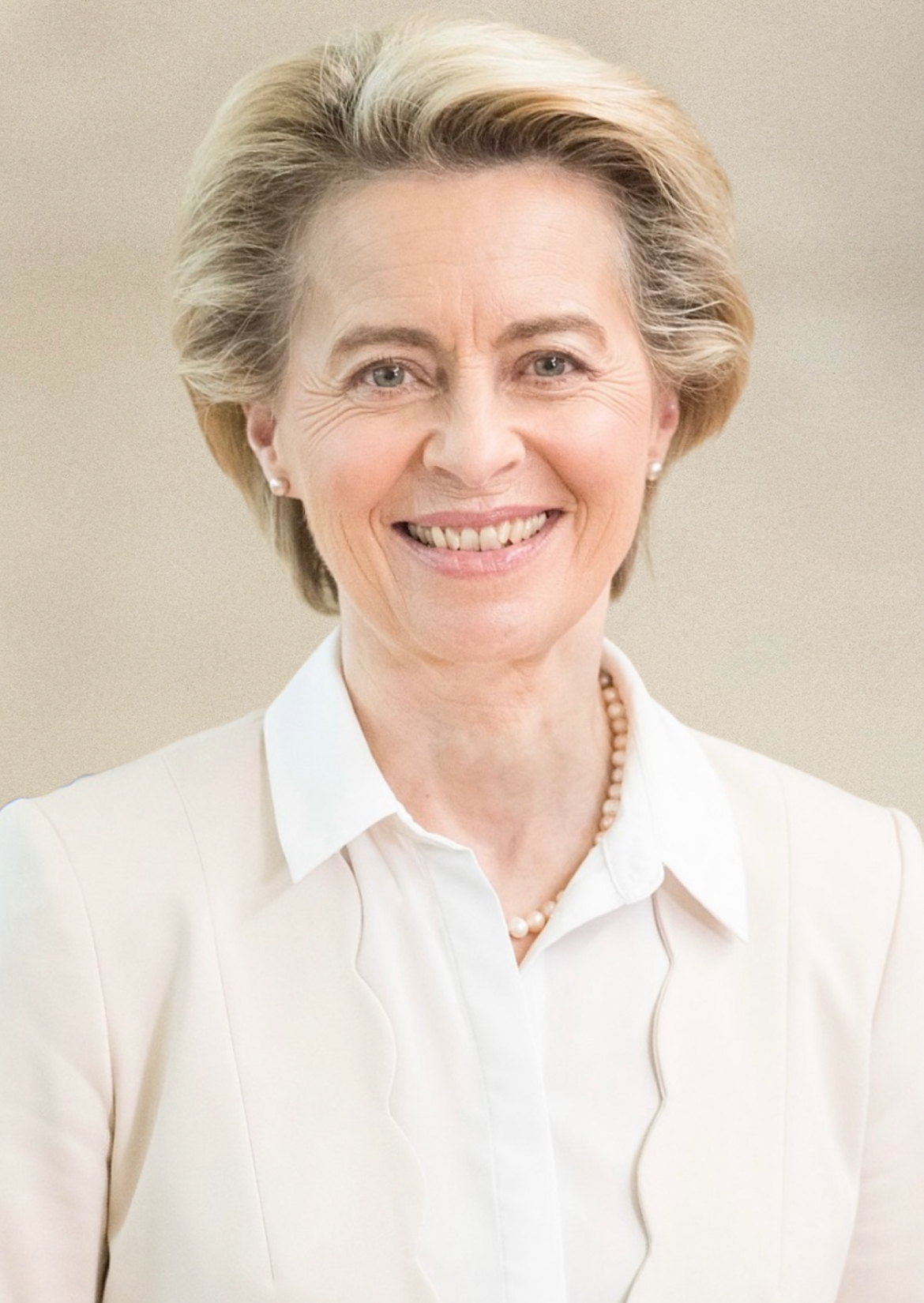
' Ursula von der Leyen, Presidente da Comissão

- Austrália
Anthony Albanese, Primeiro-ministro
- Bósnia e Herzegovina
Josip Brkić, Vice-ministro do Exterior
- Coreia do Sul
Yoon Suk-yeol, Presidente
- Geórgia
Ilia Darchiashvili, Ministro do Exterior
- Japão
Fumio Kishida, primeiro-ministro
- Moldávia
Nicu Popescu, Ministro do Exterior
- Nova Zelândia
Chris Hipkins, Primeiro-ministro
- Suécia
Ulf Kristersson, Primeiro-ministro
- Ucrânia
Volodymyr Zelensky, Presidente
- União Europeia
Charles Michel, Presidente do Conselho
- União Europeia
Ursula von der Leyen, Presidente da Comissão